# Anguila (territorio británico de ultramar)
Anguila (en inglés: Anguilla) es un territorio británico de ultramar localizado en el Caribe, específicamente en el extremo norte de las islas de Barlovento, en las Antillas Menores. Es uno de los 17 territorios no autónomos bajo supervisión del Comité de Descolonización de las Naciones Unidas, con el fin de eliminar el colonialismo. Su capital es The Valley. El archipiélago comprende la isla de Anguila y algunos islotes cercanos y posee fronteras marítimas con la isla de San Martín al sudeste. Al oeste se encuentran las Islas Vírgenes Británicas. Forma parte del Caribe anglófono.
En los últimos años Anguila se convirtió en uno de los paraísos fiscales más populares a nivel internacional, pues el Estado no recauda ninguna clase de impuestos o comisiones a individuos y corporaciones. En abril de 2011, en vista de su déficit creciente, introdujo un "Impuesto Interino de Estabilización" del 3 %, la primera forma de impuesto en la isla.

## Etimología
El nombre proviene de anguila, un pez cuyo cuerpo es de forma alargada semejante a una serpiente, en latín: anguis.
La forma alargada y baja de la isla, dio origen al nombre que, también, puede ser una traducción del taíno: malliouhana, serpiente marina, nombre indígena del lugar. Se atribuye a Cristóbal Colón quien avistó la isla en 1493.
Con la llegada de los británicos, tomó la forma inglesa de Anguilla.

## Historia

### Precolonización
Antes de la llegada de los europeos la isla se llamaba Malliouhana, que significa ‘serpiente marina en forma de arco’. Estaba habitada por el pueblo indígena Arahuaco, que se dedicaban a la producción de maíz, algodón, batata y a la pesca. Fue descubierta en 1493 por Cristóbal Colón, y su nombre "Anguila" probablemente se deba a su forma alargada. La primera mención conocida con su actual nombre es la del navegante Pierre Laudonnaire, quien la avistó con una expedición francesa en 1556.

### Colonización neerlandesa
En 1631 la Compañía Neerlandesa de las Indias Occidentales estableció un fuerte en la isla, el cual fue destruido por los españoles en 1633 antes de la toma de la isla de San Martín.

### Colonización británica
Anguila fue colonizada por ingleses provenientes de San Cristóbal y Nieves en 1650. En 1656 tuvo lugar un ataque por parte del pueblo caribe. En 1698 hubo un intento de conquista por parte de Irlanda y en 1745 y 1796 por parte de Francia; todos fallidos. Fue administrada directamente por el Reino Unido hasta 1825, cuando pasó a la administración de San Cristóbal y Nieves contra el deseo de parte de los habitantes de Anguila. Desde entonces, en varias ocasiones, Anguila trató de separarse.

### Dependencia
El 11 de julio de 1967 se celebra un referéndum sobre la autonomía ganado por los separatistas (1813 votos contra 5) proclamándose el 17 de junio, de forma unilateral, su independencia. Después de varios días de tensión al no concederse la autonomía aprobada en el referendo y la expulsión de los cuatro únicos británicos que había en la isla, el 19 de marzo de 1969 tropas británicas ocuparon la isla, sin que hubiera resistencia, situación que duró hasta el 15 de septiembre.
Finalmente en 1971, en virtud de la legislación denominada Anguilla bill, la isla quedó administrada por un comisario británico y un Consejo de la Isla. Obtuvo la condición de dependencia británica en 1976 con autonomía administrativa, gracias al líder del Consejo de la Isla Ronald Webster, y se consolida en 1980 separándose formalmente del Estado asociado con San Cristóbal y Nieves.
En 1992 es admitida como miembro asociado en la Comunidad del Caribe (CARICOM). En 1995, el huracán Luis causa grandes estragos al archipiélago, sobre todo al sector agrícola.

## Gobierno y política

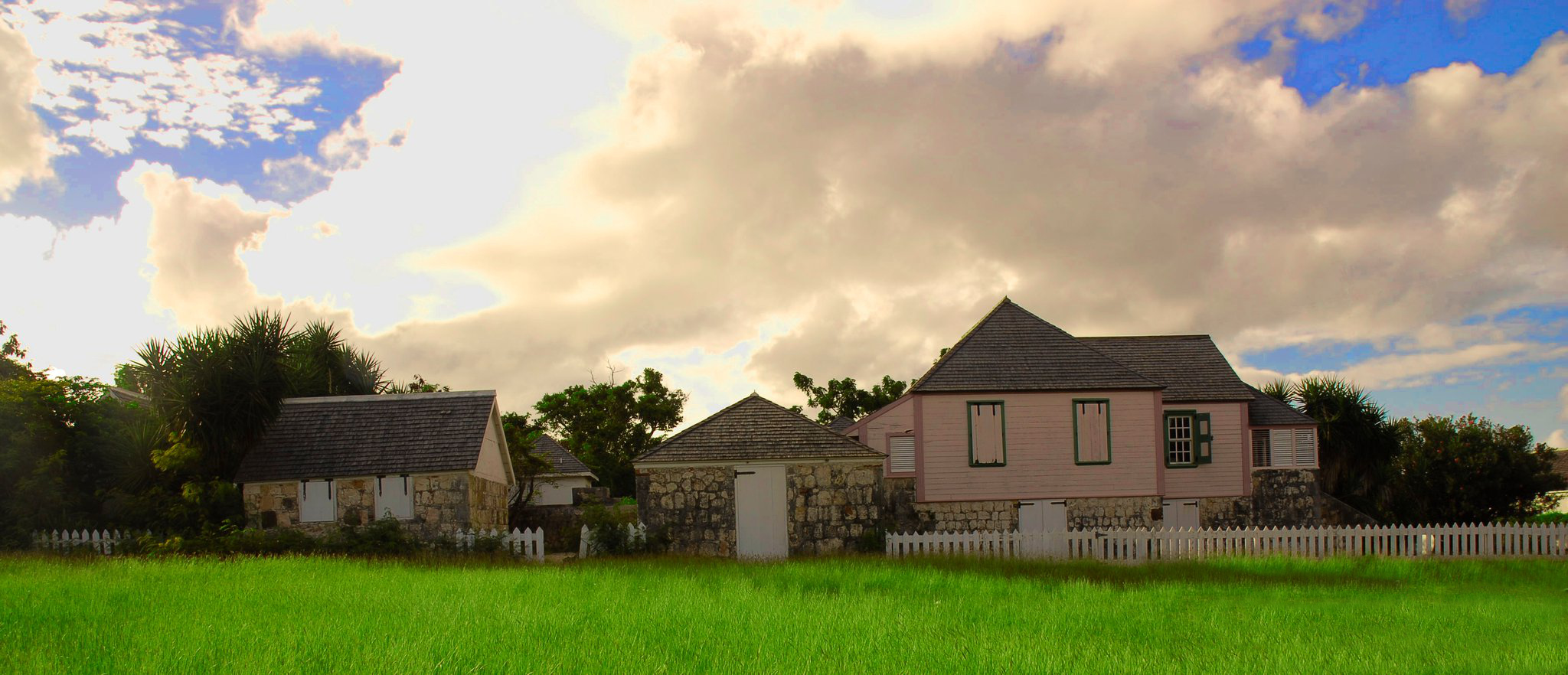
Wallblake House, en The Valley, la capital administrativa de Anguila.

Anguila está bajo la Orden Constitucional del 1 de abril de 1982, enmendada en 1990.
El jefe de Estado es el rey Carlos III del Reino Unido, representada por el Gobernador quien es designado por el Rey. El jefe de Gobierno es el ministro Jefe, quien es designado por el gobernador dentro del bloque mayoritario de la Asamblea, quien debe formar un Consejo Ejecutivo aprobado por dicha cámara. A partir de 2020 el cargo de jefe de Gobierno fue renombrado como primer ministro.
La Asamblea es unicameral con once escaños; siete elegidos por voto popular, dos miembros de oficio y dos designados por el gobernador; para un periodo de cinco años. Existe una Gran Corte (con un juez enviado de la Corte Suprema del Caribe Oriental).
Dileeni Daniel-Selvaratnam ocupa el cargo de gobernador desde el 18 de enero de 2021. Ellis Webster es el primer ministro desde el 30 de junio de 2020.
El Consejo de la Seguridad Social (Social Security Board) de Anguila es un miembro de pleno derecho en la Conferencia interamericana de seguridad social (CISS) desde 1993.

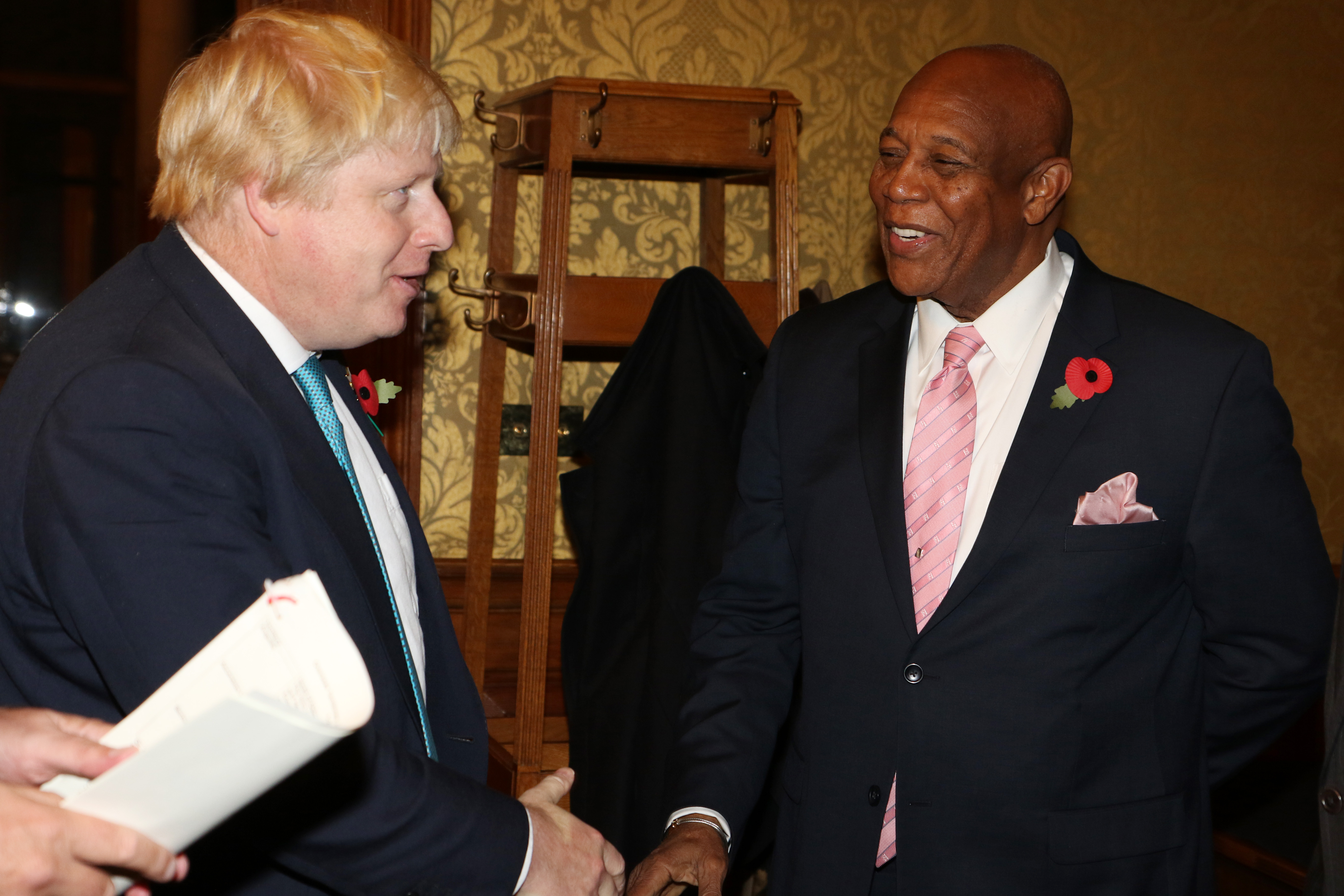
Victor Banks, entonces Ministro Principal de Anguila, en la reunión del Consejo Ministerial Conjunto de los Territorios de Ultramar de 2016, junto con Boris Johnson ex Primer ministro británico

### Partidos políticos
Los principales grupos políticos son:
- Alianza Nacional de Anguila (ANA)
- Alternativa Estratégica de Anguila (ANSA)
- Frente Unido de Anguila (AUF)
- Movimiento Unido de Anguila (AUM)
- Partido Democrático de Anguila (ADP)
- Partido Progresista de Anguila (APP)
- Partido Unido de Anguila (PUA)
- Unión de Maestros de Anguila (ATU)

### Leyes
El derecho de Anguila es una combinación de derecho consuetudinario y estatutario, y se basa en gran medida en el derecho inglés.
El Derecho de Anguila tiende a ser una combinación de lo muy antiguo y lo muy nuevo. Como centro financiero extraterritorial en ciernes, Anguila cuenta con una serie de estatutos extremadamente modernos que abordan el derecho de sociedades, la insolvencia, el derecho bancario, el derecho fiduciario, los seguros y otros asuntos relacionados. Ha adoptado el modelo de ley de compensación de la Asociación Internacional de Swaps y Derivados. Sin embargo, en otros ámbitos del Derecho, como el Derecho de familia, las leyes de Anguila se basan en estatutos ingleses más antiguos que pueden causar algunas dificultades en los tiempos modernos. Otras áreas del derecho, como el derecho internacional, se regulan esencialmente de forma externa a través del Ministerio de Asuntos Exteriores y de la Commonwealth en Londres mediante una Orden del Consejo. Una gran parte de la legislación de Anguila está constituida por el Derecho consuetudinario, que se actualiza continuamente a través de precedentes judiciales en el Territorio y en otros países de Derecho consuetudinario.

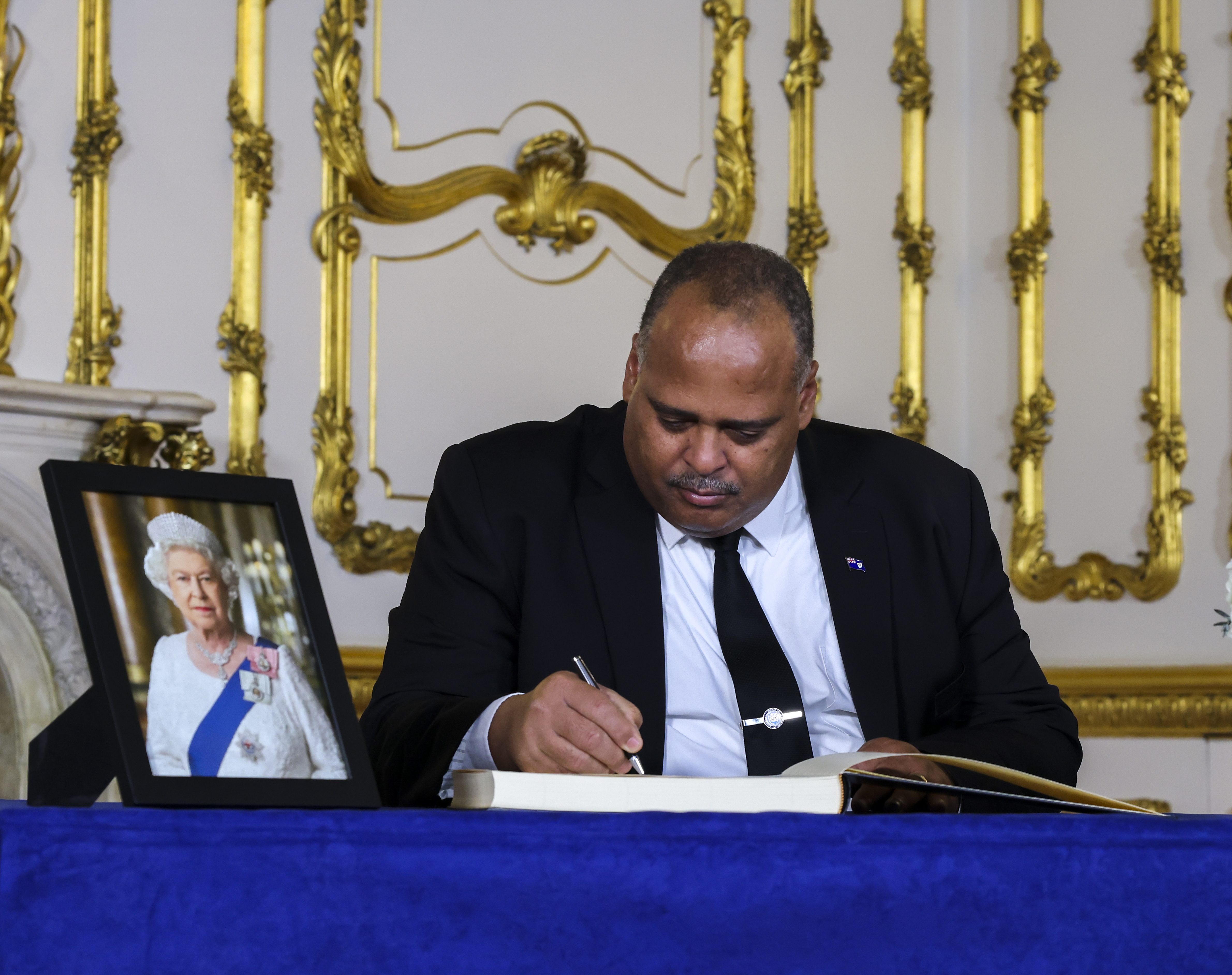
El Primer Ministro de Anguila, Dr. Ellis Webster, firmando el Libro de Condolencias en memoria de la Reina Isabel II en Lancaster House el 17 de septiembre de 2022

Anguila es un Territorio británico de ultramar (territorio dependiente) del Reino Unido. Aunque el poder legislativo y los tribunales locales son independientes del Reino Unido, el último tribunal de apelación de Anguila es el Comité Judicial del Consejo Privado de Londres, y el Gobierno británico se ocupa de todas las relaciones internacionales en nombre del Territorio. Anguila no tiene voto propio en las Naciones Unidas.
La ley de quiebras de Anguila regula la situación de las personas físicas y jurídicas que no pueden hacer frente a sus obligaciones financieras.
En Anguila, la quiebra de personas físicas suele denominarse "quiebra personal", mientras que la quiebra de empresas se denomina "insolvencia empresarial".La legislación trata en gran medida ambas por separado, aunque existen algunas disposiciones comunes.[...] 
La quiebra de personas físicas suele denominarse "quiebra personal" en Anguila, mientras que la quiebra de sociedades se denomina "insolvencia empresarial". La legislación trata en gran medida ambas por separado, aunque existen algunas disposiciones comunes.
La legislación de Anguila sobre la insolvencia corporativa está actualmente muy fragmentada, con varias partes diferentes que aparecen en la Ley de Quiebra (Cap B.15) o en la Ley de Compañías (Cap C.65). No obstante, la matriz de leyes es fragmentaria e incompleta. En la actualidad, la legislación de Anguila no contiene disposiciones relativas a la insolvencia empresarial que aborden la compensación por insolvencia o la anulación de disposiciones tras la apertura de la liquidación. Tampoco existen facultades conferidas al liquidador específicamente en relación con la impugnación de transacciones realizadas en el periodo "crepuscular" que perjudiquen al conjunto de los acreedores, pero existe un margen limitado para solicitar la reparación de dichas transacciones fuera del régimen de insolvencia en virtud de la Ley de Disposiciones Fraudulentas (Cap F.60).

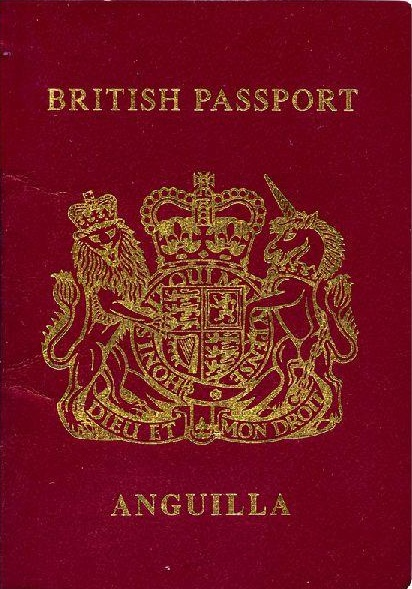
Pasaporte británico en Anguila

Sin embargo, el poder legislativo está estudiando actualmente una nueva Ley de Insolvencia que colmará todas las lagunas de la legislación y consolidará todas las leyes relacionadas con la insolvencia empresarial y la quiebra personal en una única ley.
Anguila no forma parte de la Convención de Nueva York de 1958. No obstante, Anguila sigue siendo parte de la Convención de Ginebra sobre la Ejecución de las Sentencias Arbitrales Extranjeras y del Protocolo sobre las Cláusulas de Arbitraje, ambos extendidos por el Reino Unido a San Cristóbal y Nieves, del que Anguila formaba parte originalmente.La serie Treeaty de las Naciones Unidas muestra la siguiente declaración del gobierno británico de 16 de diciembre de 1985: "En el momento de la adhesión, Anguila formaba parte del territorio de San Cristóbal y Nieves. En 1978, Anguila tenía un estatus constitucional independiente, como parte del grupo de San Cristóbal y Nieves/Anguila.San Cristóbal y Nieves se independizó el 19 de septiembre de 1983 y Anguila volvió entonces a ser un territorio dependiente del Reino Unido. Por lo tanto, el Convenio sigue aplicándose a Anguila".
El Derecho de sociedades de Anguila está codificado fundamentalmente en tres estatutos principales:
- la Ley de Compañías de Negocios Internacionales (Cap I.20);
- la Ley de Compañías (Cap C.65); y
- la Ley de Sociedades de Responsabilidad Limitada (Cap L.65).

La Ley de Compañías está generalmente reservada a las compañías dedicadas a negocios físicamente en Anguila, y a las compañías constituidas en virtud de la misma se les conoce generalmente como "CACs" (acrónimo de Companies Act Companies) o "ABCs" (acrónimo de Anguillan Business Company). Los otros dos estatutos se refieren a la constitución de sociedades no residentes como parte de la industria de servicios financieros del Territorio. Las sociedades constituidas al amparo de la Ley de sociedades mercantiles internacionales se denominan sociedades mercantiles internacionales (o, más habitualmente, "IBC", por sus siglas en inglés). Las IBCs representan el mayor número de empresas en Anguila. Las empresas constituidas bajo la Ley de Sociedades de Responsabilidad Limitada se denominan Sociedades de Responsabilidad Limitada, y también se conocen comúnmente por su acrónimo de tres letras, "LLCs".
En la práctica, todas las sociedades constituidas en Anguila son normalmente constituidas por una sociedad fiduciaria. Debido a que a todas las compañías se les exige que tengan un agente registrado autorizado, y solo las compañías fiduciarias están autorizadas para ello, en la práctica controlan el procedimiento de constitución.
Técnicamente, cualquier persona puede constituir una IBC o una CAC suscribiendo y presentando los Artículos de Incorporación, pero como a todas las IBC y CAC se les exige por ley que mantengan un agente registrado en todo momento, en la práctica el agente registrado invariablemente se ocupará del procedimiento de incorporación. De igual forma, cualquier persona puede constituir una LLC suscribiendo los Artículos de Formación, pero como a todas las LLC se les exige en todo momento que tengan un agente registrado, este proceso usualmente lo lleva a cabo ese agente.
Todas las IBC deben constituirse como sociedades limitadas por acciones. Una CAC puede ser constituida como (1) una compañía limitada por acciones, (2) una compañía limitada por garantía, o (3) una compañía limitada por acciones y por garantía.

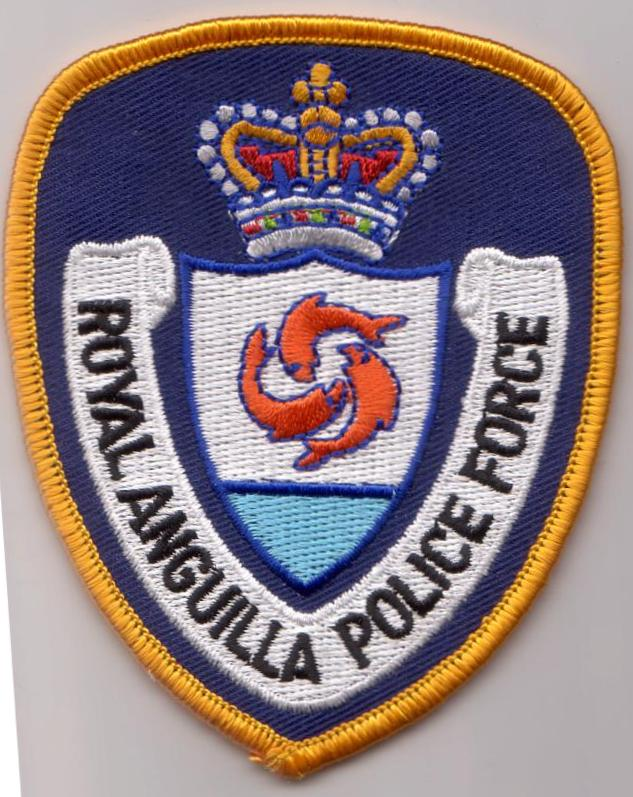
Parche para el hombro de la Real Fuerza de Policía de Anguila

### Policía
La Real Fuerza de Policía de Anguila (Royal Anguilla Police Force, RAPF), conocida como Fuerza de Policía de Anguila (Anguilla Police Force) hasta 1990, es el cuerpo nacional de policía de Anguila, un Territorio Británico de Ultramar situado en el Caribe.
El Cuerpo de Policía de Anguila se creó el 28 de enero de 1990, tras la separación de Anguila de San Cristóbal y Nieves (ahora un país independiente en las Antillas Menores). Recibió el prefijo "Real" en 1990.
La Policía Real de Anguila tiene su sede en The Valley (Anguila). Desde 2015, el cuerpo está dirigido por el comisario Paul C. Morrison, procedente de la Policía de Sussex (Inglaterra). A partir de enero de 2021, el cuerpo estará dirigido por David Lynch.
En diciembre de 2022, la RAPF contaba con 111 agentes.
La RAPF desempeña funciones policiales, manteniendo la ley y el orden en las islas.
Los reclutas de la RAPF llevan a cabo su formación en el Centro de Formación de Reclutas de la RAPF de Anguila, que incluye:
- Entrenamiento físico (PT)
- Ejercicios (marchas)
- Colisiones de vehículos de motor

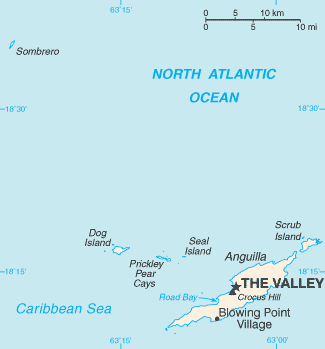
Mapa de Anguila.

Los reclutas visten un uniforme similar al de los agentes de policía de las RAPF, pero llevan una gorra de béisbol en el entrenamiento, hasta que superan la formación, momento en el que obtienen su tocado normal. Esta formación la llevan a cabo internamente los oficiales de las RAPF.

## Organización político-administrativa

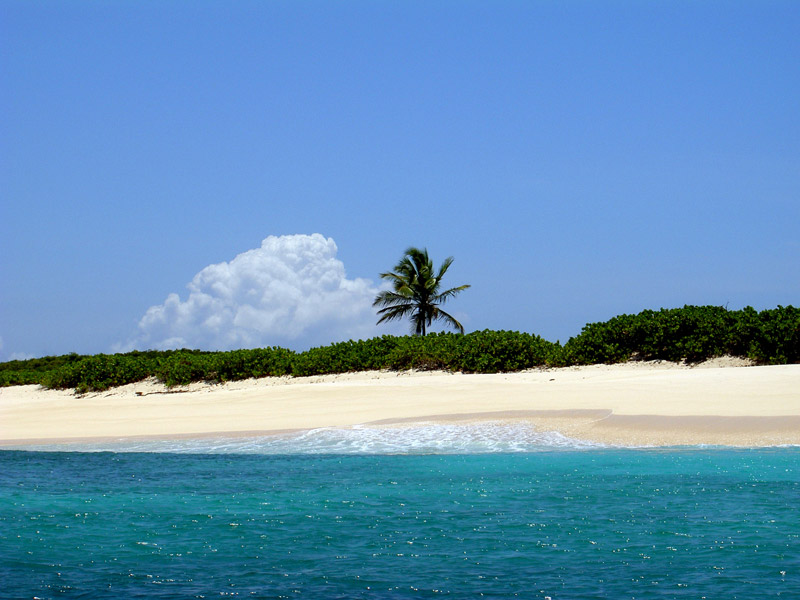
La isla de Scrub posee 3,48 km² (poco más grande que Mónaco)

No posee una división político-administrativa propiamente dicha. Aunque se pueden señalar las islas como la división más representativa. Las islas que conforman el territorio son:
- Anguila
- Anguilita[46]
- Dog[47]
- Little Scrub[48]
- Cayos Prickly Pear[49]
- Sandy[50]
- Scrub[51]
- Seal[52]
- Sombrero[53][54]

Son 9 distritos los que componen el archipiélago.

## Geografía

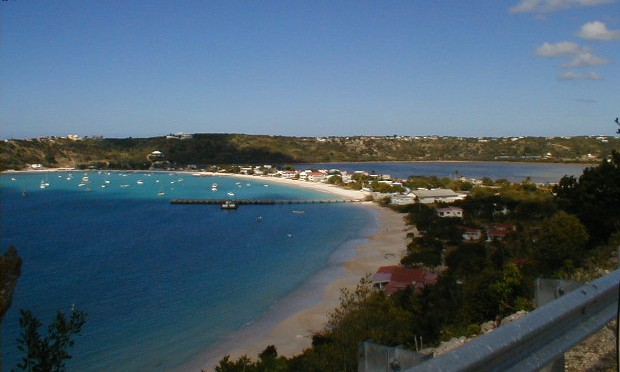
Vista de Sandy Ground, Anguila.

El archipiélago se localiza en el Caribe, específicamente en el extremo norte de las islas de Barlovento en las Antillas Menores; comprende la habitada isla de Anguila y las deshabitadas islas Scrub, Dog y Sombrero; y algunos islotes cercanos, también deshabitados.
El terreno es, en general, rocoso y de poca elevación. Sólo hay algunas pequeñas lagunas en la isla de Anguila.

### Clima
El clima es tropical, con una temperatura promedio de 27 °C. El período más cálido es de julio a octubre y el más frío es de diciembre a febrero. El promedio de precipitaciones anuales es de 900 mm, los meses más húmedos son septiembre y octubre y los más secos son febrero y marzo. La isla recibe a dos tormentas tropicales por año y a huracanes que vienen de forma repentina, que se producen entre julio y noviembre. La isla sufrió daños en 1995 debido al huracán Luis, graves inundaciones debido al huracán Lenny y daños devastadores en 2017 debido al huracán Irma.
| Parámetros climáticos promedio de The Valley - capital de Anguila | Parámetros climáticos promedio de The Valley - capital de Anguila | Parámetros climáticos promedio de The Valley - capital de Anguila | Parámetros climáticos promedio de The Valley - capital de Anguila | Parámetros climáticos promedio de The Valley - capital de Anguila | Parámetros climáticos promedio de The Valley - capital de Anguila | Parámetros climáticos promedio de The Valley - capital de Anguila | Parámetros climáticos promedio de The Valley - capital de Anguila | Parámetros climáticos promedio de The Valley - capital de Anguila | Parámetros climáticos promedio de The Valley - capital de Anguila | Parámetros climáticos promedio de The Valley - capital de Anguila | Parámetros climáticos promedio de The Valley - capital de Anguila | Parámetros climáticos promedio de The Valley - capital de Anguila | Parámetros climáticos promedio de The Valley - capital de Anguila |
| Mes                                                               | Ene.                                                              | Feb.                                                              | Mar.                                                              | Abr.                                                              | May.                                                              | Jun.                                                              | Jul.                                                              | Ago.                                                              | Sep.                                                              | Oct.                                                              | Nov.                                                              | Dic.                                                              | Anual                                                             |
| ----------------------------------------------------------------- | ----------------------------------------------------------------- | ----------------------------------------------------------------- | ----------------------------------------------------------------- | ----------------------------------------------------------------- | ----------------------------------------------------------------- | ----------------------------------------------------------------- | ----------------------------------------------------------------- | ----------------------------------------------------------------- | ----------------------------------------------------------------- | ----------------------------------------------------------------- | ----------------------------------------------------------------- | ----------------------------------------------------------------- | ----------------------------------------------------------------- |
| Temp. máx. media (°C)                                             | 28                                                                | 28                                                                | 28                                                                | 28                                                                | 30                                                                | 31                                                                | 31                                                                | 31                                                                | 31                                                                | 30                                                                | 29                                                                | 28                                                                | 30                                                                |
| Temp. media (°C)                                                  | 26                                                                | 26                                                                | 26                                                                | 27                                                                | 27                                                                | 28                                                                | 29                                                                | 29                                                                | 29                                                                | 28                                                                | 27                                                                | 26                                                                | 27                                                                |
| Temp. mín. media (°C)                                             | 23                                                                | 23                                                                | 23                                                                | 25                                                                | 25                                                                | 26                                                                | 26                                                                | 26                                                                | 26                                                                | 26                                                                | 25                                                                | 24                                                                | 23                                                                |
| Fuente: Weatherbase                                               |                                                                   |                                                                   |                                                                   |                                                                   |                                                                   |                                                                   |                                                                   |                                                                   |                                                                   |                                                                   |                                                                   |                                                                   |                                                                   |

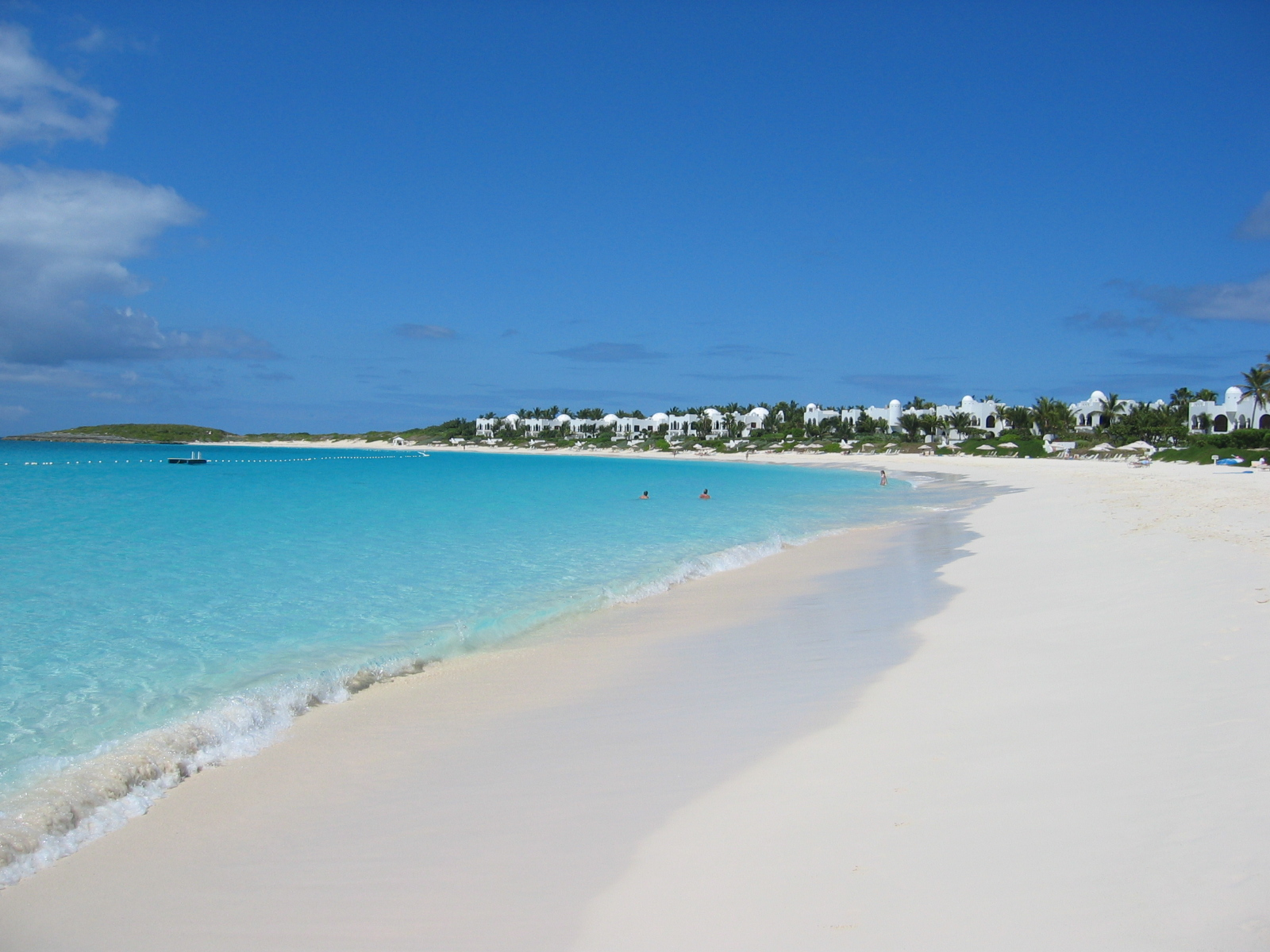
Cabo Juluca

Las crecidas repentinas se producen cuando la velocidad de acumulación de las precipitaciones supera la velocidad de infiltración del suelo y de drenaje superficial. Existen umbrales de precipitación más allá de los cuales la aparición de periodos húmedos se correlaciona bien con las inundaciones repentinas en gran parte del Caribe. En todo el Caribe, estos periodos húmedos extremos se definen como un periodo de tres días durante el cual los totales de precipitaciones se sitúan entre el 1 % superior de todos los totales de precipitación de tres días en el registro histórico de una estación meteorológica cercana. Aunque el registro de inundaciones es incompleto y el número de inundaciones registradas es demasiado bajo para un análisis estadístico sólido, el uso de estos datos como indicador del potencial de inundaciones repentinas está validado regionalmente por resultados similares en países con una muestra mucho mayor de inundaciones.

### Geología
Anguila es la más septentrional de las islas de Sotavento, en las Indias Occidentales, las Antillas. Está situada a 150 millas al este de Puerto Rico y once millas al norte de la isla franco-holandesa de San Martín. La isla es estrecha y baja. Tiene unas quince millas de largo y de dos a tres millas de ancho.

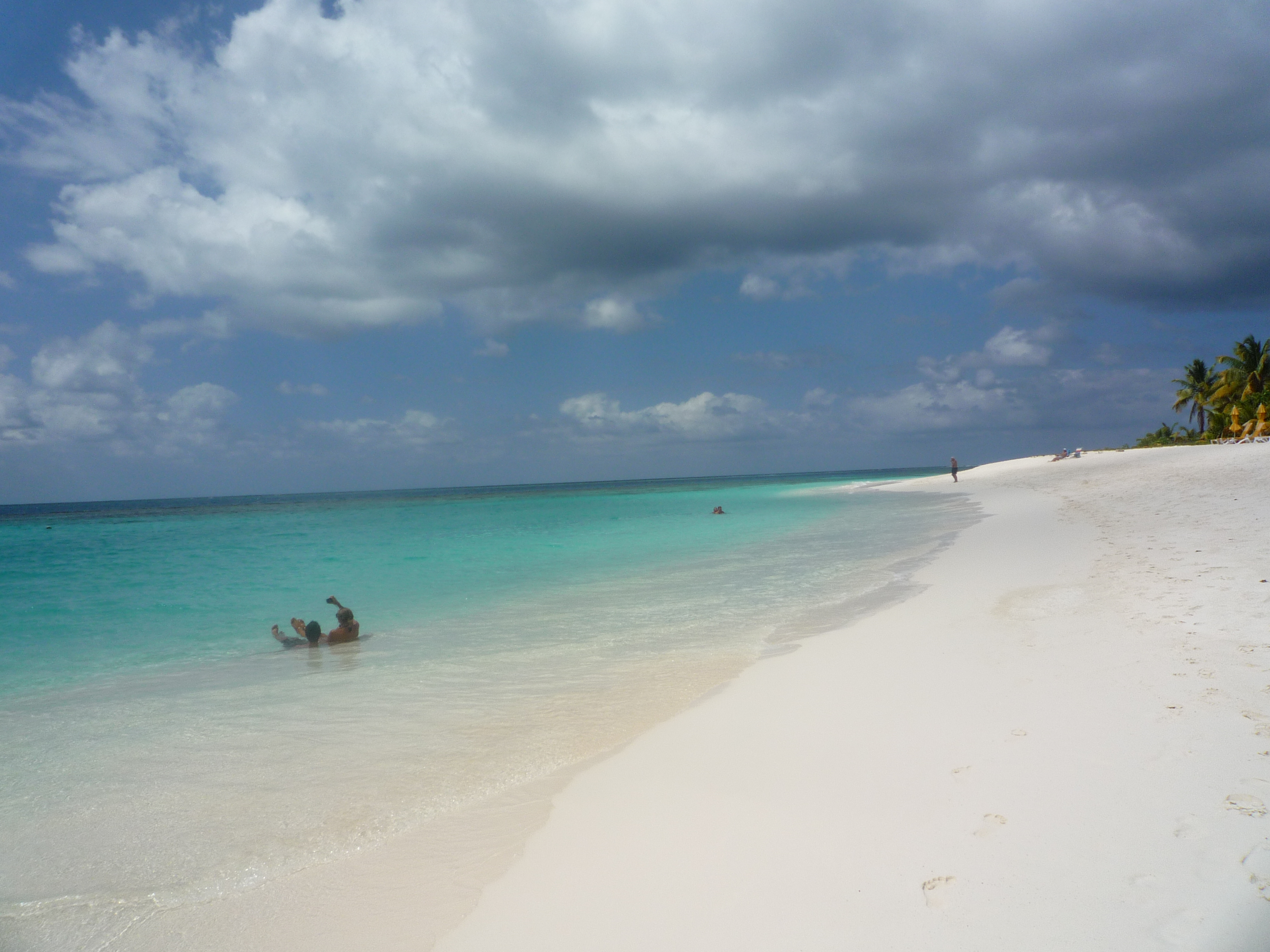
Bahía de Shoal

Su superficie total es de 102 kilómetros cuadrados (poco más de la mitad del tamaño de Aruba). No hay montañas, ríos ni bosques. Es una isla árida, con escaso potencial agrícola.
El punto más alto, Crocus Hill, está a poco más de 600 metros sobre el nivel del mar. La isla se extiende de este a oeste.
Su superficie está inclinada hacia el sur, de modo que la mayor parte de la isla se inclina en esa dirección. Al pie de las laderas sur, la superficie caliza pasa suavemente por debajo del nivel del mar. del mar. En el extremo superior de la ladera, al norte, hay acantilados rotos por alguna playa ocasional.
La mayor parte de la superficie de la isla no tiene tierra vegetal. Está formada por losas fisuradas de piedra caliza. El poco suelo calcáreo se encuentra en los huecos y valles que salpican la isla.1 Este suelo suele tener un color rojo brillante, como la arcilla, y puede ser bastante fértil. El suelo en realidad no es arcilla, sino caliza erosionada coloreada por las sales insolubles que dejó la lluvia al disolver la caliza blanca.
Geológicamente, Anguila consiste en una capa de más de caliza sedimentaria sobre una base ígnea. Sólo en dos lugares, Crocus Bay y Road Bay, queda al descubierto la base volcánica de la isla.

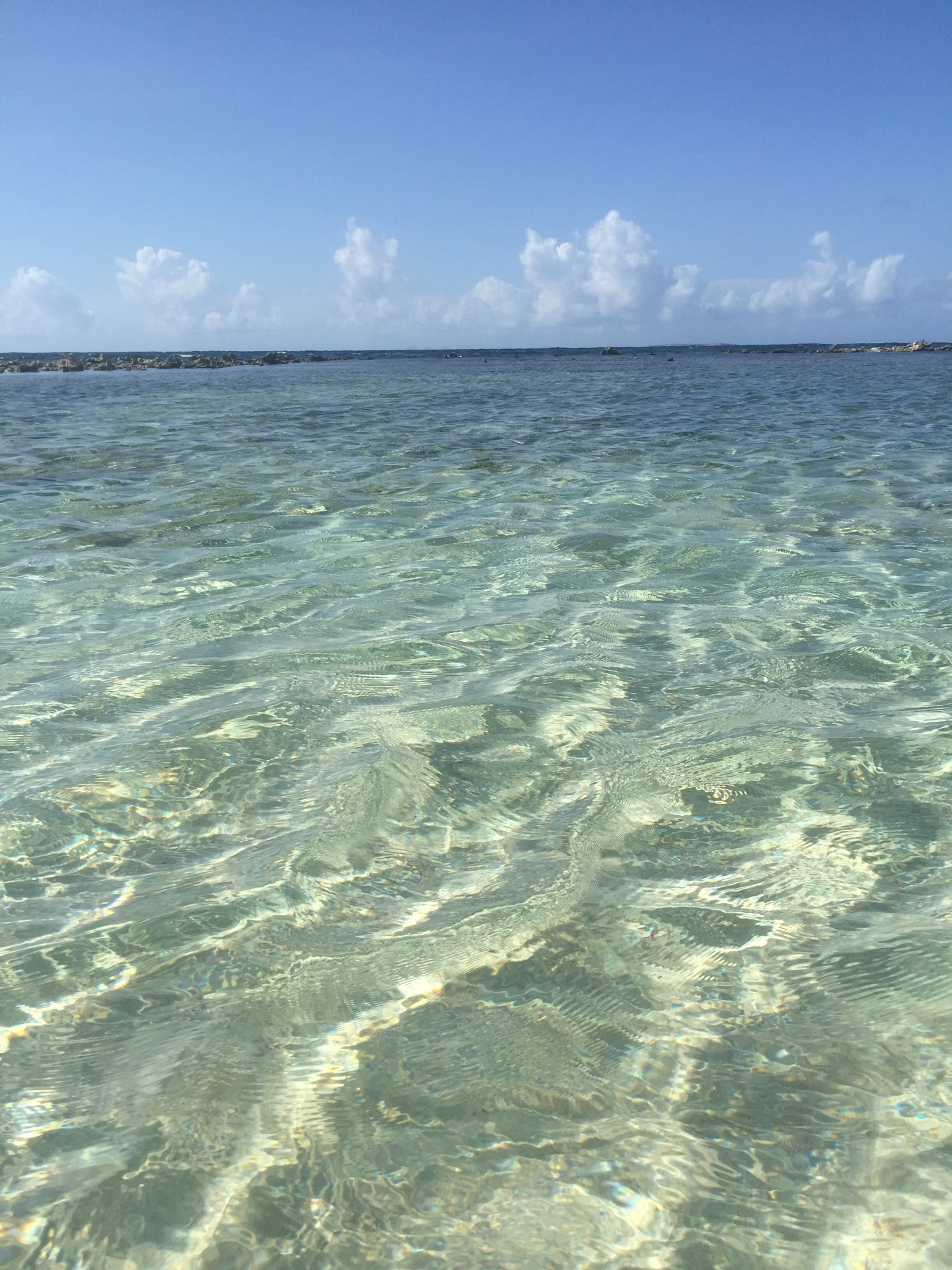
Las costas de Anguila destacan por sus aguas cristalinas

Este basamento volcánico de la isla es más visible en el extremo norte de la playa de Sandy Ground. Allí, una gran roca oscura, de color negro, marrón o púrpura es atravesado por vetas de calcita que sobresale del acantilado a a unos seis metros sobre el nivel del mar y es fácil de encontrar. Encima está la capa caliza que cubre toda la isla.
Hace unos cuatrocientos millones de años, durante el período Devónico, lo que hoy es Anguila era una pequeña parte de un Viejo Continente prehistórico conocido por los geólogos como Pangea. Esta antigua masa de tierra se cubrió de pantanos y marismas.
Hacia el período Carbonífero, Pangea empezó a disgregarse. Partes de este continente prehistórico se hundieron bajo el mar. Otras partes empezaron a separarse para convertirse en los continentes actuales, separados por el Atlántico y otros océanos. Europa y África a un lado del Atlántico, y América del Norte y América del Sur del otro. Anguila nació como parte del labio de la Placa tectónica del Caribe, que descansa sobre la placa atlántica al este más pesada.

La capa de brecha visible al pie del acantilado de Crocus Bay se formó con cenizas volcánicas de erupciones cercanas durante esta época geológicamente violenta. Las arcillas se depositaron en aguas poco profundas cuando la ceniza volcánica y las rocas fueron erosionadas por antiguos ríos y el mar en forma de limo. El lignito y el ámbar encontrados en la misma capa son rastros fosilizados de esta antigua Era Carbonífera.

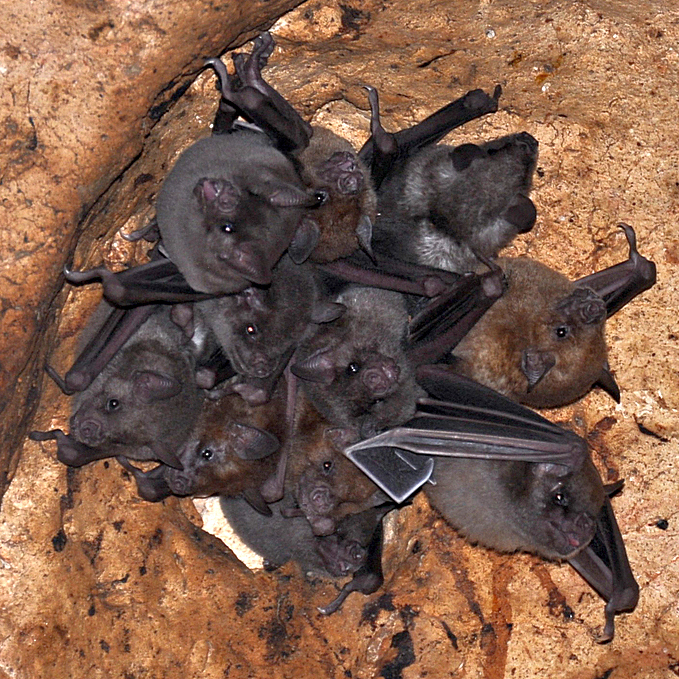
Murciélagos Brachyphylla cavernarum en una cueva de Anguila

### Fauna
Anguila es el hábitat de la rana arborícola cubana (Osteopilus septentrionalis) La tortuga de patas rojas (Chelonoidis carbonaria) es una especie de tortuga que se encuentra aquí y que originalmente procedía de Sudamérica. Los huracanes de mediados de los años 90 provocaron la dispersión sobre el agua de las iguanas verdes (Iguana iguana) a Anguila. Los tres animales son introducciones.
En la literatura se conocen cinco especies de murciélagos de Anguila: el murciélago insular de una sola hoja (Monophyllus plethodon), el murciélago frugívoro de las Antillas (Brachyphylla cavernarum), el murciélago frugívoro de Jamaica (Artibeus jamaicensis), el murciélago mexicano de orejas de embudo (Natalus stramineus) y el murciélago aterciopelado de cola libre (Molossus molossus).
La avifauna de Anguila incluía un total de 181 especies, según Bird Checklists of the World en julio de 2022. De ellas, cuatro han sido introducidas por el hombre y 100 son raras o accidentales. Una especie de esta lista ha sido erradicada.
Anatidae incluye los patos y la mayoría de las aves acuáticas parecidas a los patos, como los gansos y los cisnes. Estas aves están adaptadas a una existencia acuática con patas palmeadas, picos aplanados y plumas que son excelentes para desprenderse del agua gracias a su revestimiento aceitoso.

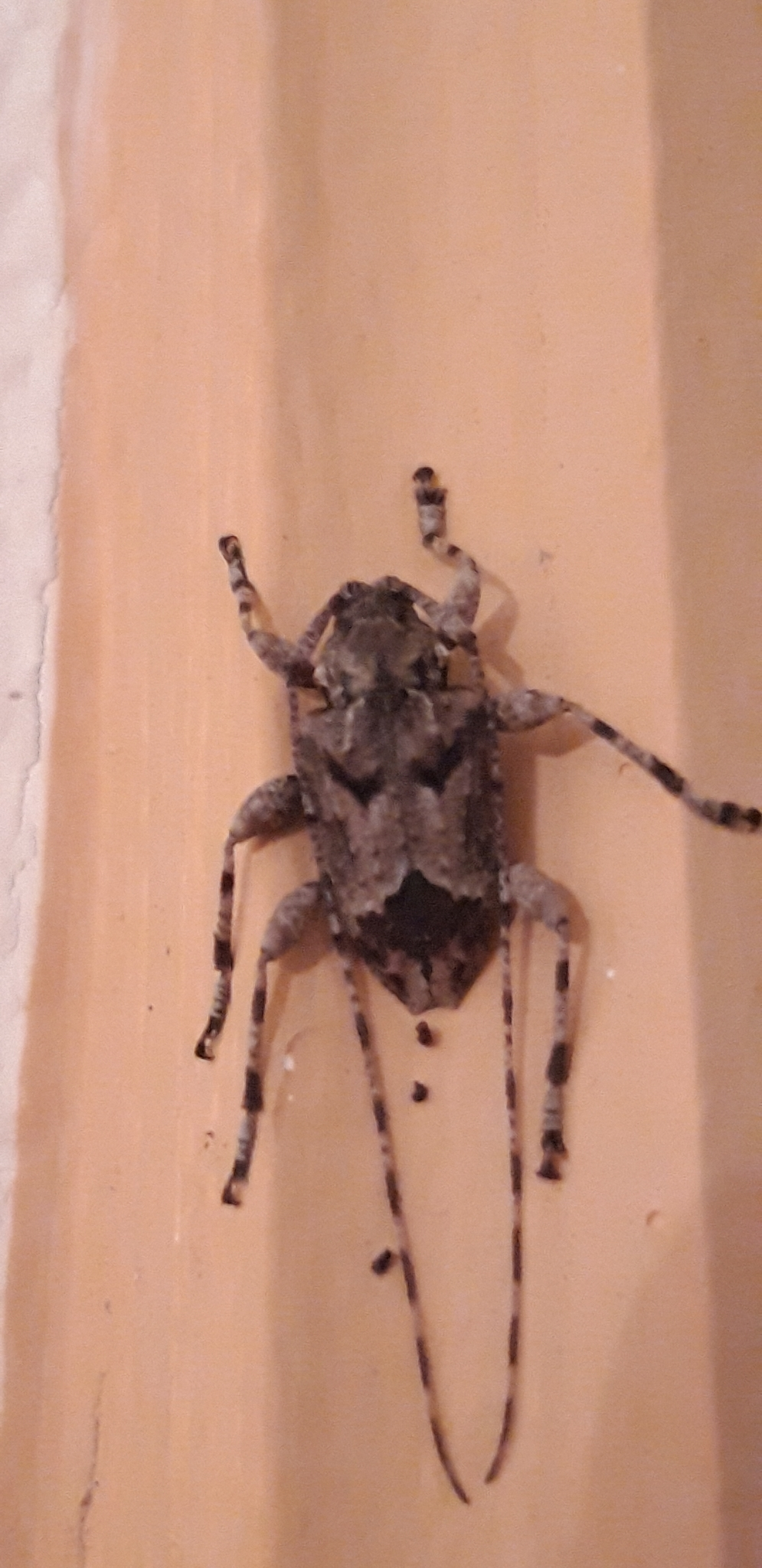
Un escarabajo Amniscus praemorsus en Anguila

Pato silbador antillano, Dendrocygna arborea; Pato silbador, Dendrocygna bicolor; Ánsar común, Anser caerulescens ; Porrón pardo, Aix sponsa; Cerceta aliazul, Spatula discors; Cerceta pardilla, Spatula cyanoptera; Pato cuchara, Spatula clypeata; Ánade silbón, Mareca penelope; Malvasía americana, Mareca americana Ánade rabudo, Anas bahamensis; Ánade rabudo, Anas acuta; Cerceta pardilla, Anas crecca: Pato cuellilargo, Aythya collaris; Malvasía chica, Aythya affinis; Ánade rabudo, Clangula hyemalis ; Cernícalo capuchino, Lophodytes cucullatus; Pato colorado, Oxyura jamaicensis
Los flamencos son aves zancudas gregarias, de 0,9 a 1,5 m de altura, que se encuentran tanto en el hemisferio occidental como en el oriental. Se alimentan de moluscos y algas. Sus extraños picos están especialmente adaptados para separar el barro y el limo de los alimentos que consumen y, de forma única, los utilizan boca abajo. En Anguila se puede encontrar el flamenco americano, Phoenicopterus ruber.
Los somormujos son aves buceadoras de agua dulce de tamaño pequeño a mediano.Tienen dedos lobulados y son excelentes nadadores y buceadores.Sin embargo, tienen los pies situados muy atrás en el cuerpo, lo que les hace bastante desgarbados en tierra. En el territorio se puede hallar el Somormujo lavanco, Podilymbus podiceps.
Las palomas y las tórtolas son aves de cuerpo robusto, cuello corto y pico corto y delgado con una cera carnosa. En Anguila es posible avistar especies como la Paloma bravía, Columba livia; Paloma escamosa, Patagioenas squamosa; Paloma coroniblanca, Patagioenas leucocephala; Tórtola turca, Streptopelia decaocto; Tórtola común, Columbina passerina; Tórtola aliblanca, Zenaida asiática; Paloma zenaida, Zenaida aurita.
Hasta la fecha, se han registrado más de 100 especies de aves en Anguila, de las cuales 38 son reproductoras y 101 no reproductoras.
Sólo una especie de interés para la conservación mundial, la paloma coroniblanca, casi amenazada, figura en la lista de BirdLife International (2004). Antaño era común en Anguila, pero no se ha avistado desde hace más de 10 años. Aunque existe un registro reciente sobre esta, se considera desaparecida y no se utiliza para calificar el territorio como Área Importante para las Aves (IBA). Existen otras dos especies de preocupación mundial para su conservación, aunque su reproducción está por confirmar. El Vulnerable El chorlitejo patinegro es un visitante poco frecuente durante el invierno. La Casi amenazada Focha caribeña se sospecha que se reproduce en estanques del continente.
Anguila está incluida en el Área 030 de Aves Endémicas de las Antillas Menores. Comparte cuatro especies de distribución restringida con otras islas de las Antillas. Se trata del caribe de garganta verde, el colibrí crestado de las Antillas, el rascador de ojos perlados y el camachuelo de las Antillas Menores. En los últimos años ha habido muy pocos avistamientos del colibrí crestado de las Antillas, ya que fue prácticamente aniquilado por el huracán Luis en 1995.
Al menos 15 especies de aves marinas crían actualmente en Anguila, y otras dos especies, la pardela de Audubon y la Fardela Negra, fueron declaradas como especies que se reproducen en el área. Los estudios realizados en Anguila y sus islas exteriores durante 1999-2000 se encontraron más de 10 000 parejas nidificantes de gaviotas y charranes, y más de 2000 parejas nidificantes de piqueros, aves tropicales y fragatas magníficas. Aunque es uno de grupos de islas más pequeños de las Antillas, Anguila alberga hasta el 10 % de las poblaciones antillanas de piqueros enmascarados y charranes bridados de las Antillas y el 30 % de los piqueros pardos. 
Las aves marinas de Anguila crían sobre todo en siete pequeñas islas deshabitadas. Todas ellas son fácilmente accesibles desde tierra firme, excepto el remoto afloramiento rocoso llamado isla Sombrero. El continente alberga actualmente pequeñas poblaciones de tricópteros de cola blanca y de pico rojo, que anidan en agujeros de acantilados bajos, y varias colonias de charranes comunes que crían alrededor de lagunas y estanques costeros.
La red de lagunas de Anguila constituye un lugar importante para la invernada y el paso de aves zancudas neárticas como chorlitejos, andarríos y andarríos chicos.

## Economía
El suelo de Anguila, árido y delgado, no es apto en su mayoría para la agricultura, por lo que la isla cuenta con pocos recursos naturales terrestres. Sus principales industrias son el turismo, la constitución y gestión de sociedades offshore, la banca offshore, los seguros cautivos y la pesca.

La moneda de Anguila es el dólar del Caribe Oriental, aunque el dólar estadounidense también es ampliamente aceptado. El tipo de cambio está fijado con respecto al dólar estadounidense en US$1 = EC$2,70.

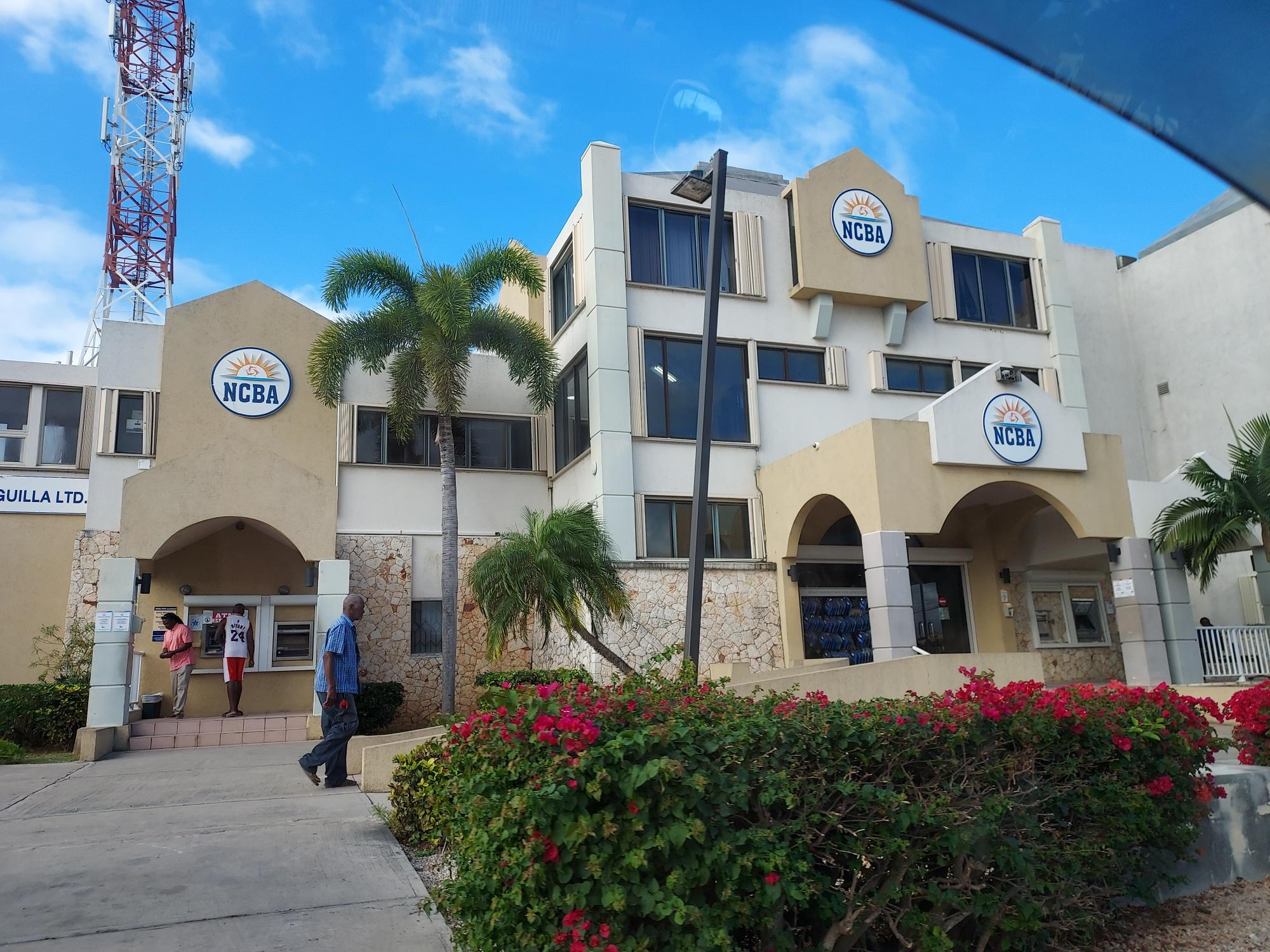
Banco Nacional de Anguila

La economía, y especialmente el sector turístico, sufrió un revés a finales de 1995 debido a los efectos del huracán Luis en septiembre. Los hoteles se vieron especialmente afectados, pero se recuperaron al año siguiente. Otro revés económico se produjo tras el paso del huracán Lenny en 2000.
Antes de la crisis mundial de 2008, la economía de Anguila crecía con fuerza, especialmente el sector turístico, que impulsaba nuevos e importantes desarrollos en asociación con empresas multinacionales. La industria turística de Anguila recibió un gran impulso cuando fue seleccionada para acoger los World Travel Awards en diciembre de 2014. Conocida como "los Oscar del sector de los viajes", la ceremonia de entrega de premios se celebró en el CuisinArt Resort and Spa y fue presentada por Vivica A. Fox. Anguila fue elegida Destino Insular de Lujo Líder del Mundo entre una corta lista de candidatos de primer nivel como San Bartolomé, Maldivas y Mauricio.
El sistema financiero de Anguila comprende siete bancos, dos empresas de servicios monetarios, más de 40 gestores de empresas, más de 50 aseguradoras, 12 corredores de bolsa, más de 250 intermediarios cautivos, más de 50 fondos de inversión y ocho sociedades fiduciarias.
Anguila se ha convertido en un popular paraíso fiscal, al no tener impuestos sobre plusvalías, patrimonio, beneficios, ventas o sociedades. En abril de 2011, ante el creciente déficit, introdujo una "Tasa de Estabilización Provisional" del 3 %, la primera forma de impuesto sobre la renta de Anguila. Anguila también tiene un impuesto sobre bienes inmuebles del 0,75 %.

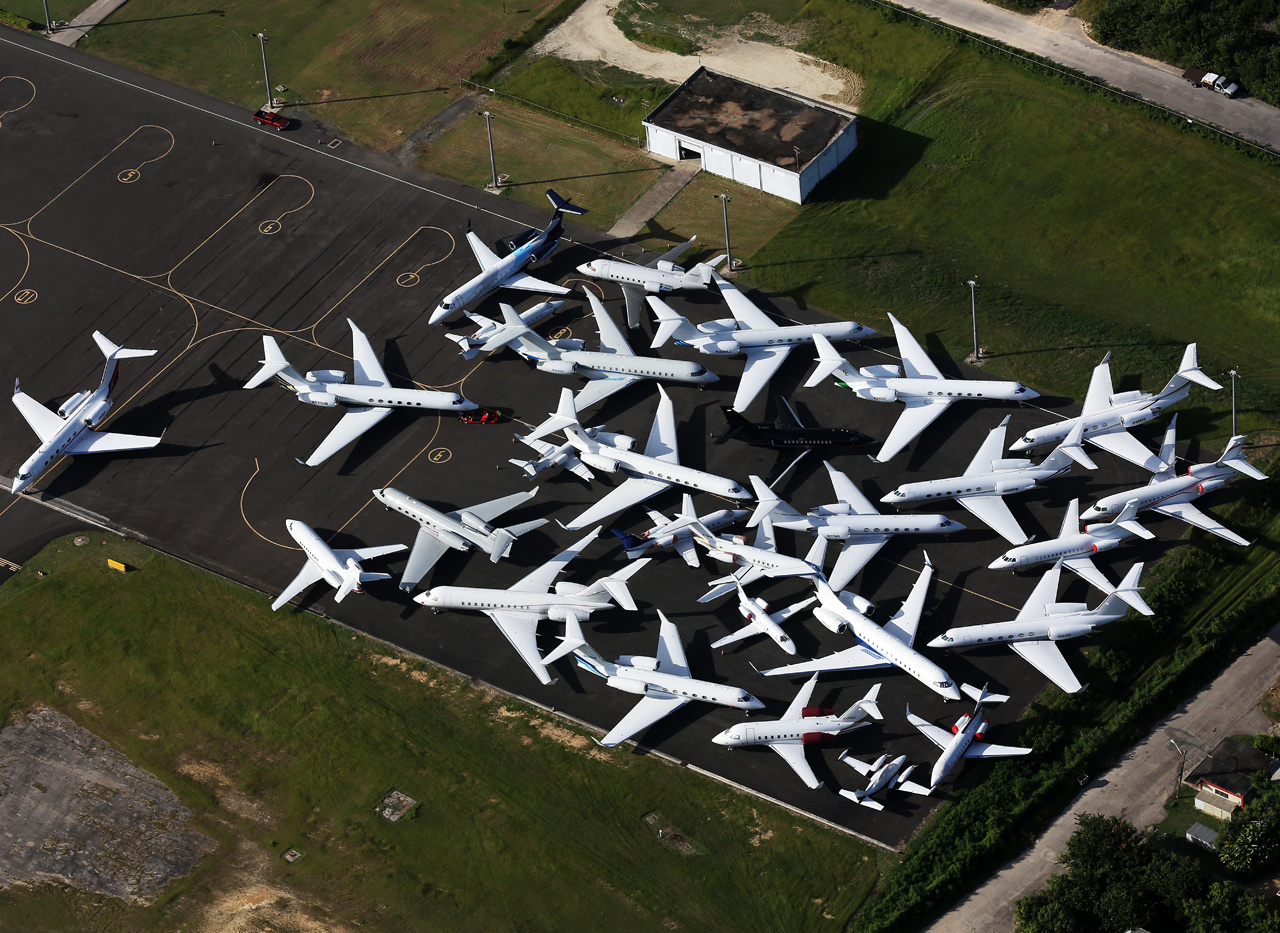
Estacionamiento de aviones en el aeropuerto de Anguila. St. Maarten se llena mucho en Año Nuevo, por lo que muchos aviones de negocios tienen que volar a Anguila para volver aterrizar.

Anguila pretende obtener el 15 % de su energía de la energía solar para depender menos del caro gasóleo importado. La Red de Conocimiento sobre Clima y Desarrollo está ayudando al Gobierno a reunir la información que necesita para cambiar la legislación del territorio, de modo que pueda integrar las energías renovables en su red. Barbados también ha avanzado mucho en el cambio a las energías renovables, pero muchos otros Pequeños Estados Insulares en Desarrollo están aún en las primeras fases de planificación de cómo integrar las energías renovables en sus redes. "Para ser una isla pequeña, estamos muy adelantados", afirma Beth Barry, Coordinadora de la Oficina de Energías Renovables de Anguila. "Tenemos una Política Energética y un proyecto de Política de Cambio climático, y llevamos varios años centrando nuestros esfuerzos en la cuestión del abastecimiento energético sostenible. Como resultado, tenemos mucha información que podemos compartir con otras islas".
Según un informe de Bloomberg, debido al creciente interés por la inteligencia artificial, se espera que Anguila se beneficie en 2023 de un aumento de la demanda de direcciones web que terminen en el dominio de primer nivel del país ".ai". El número total de registros de nombres de dominio .ai ya se había duplicado en 2022 y, según Vince Cate, que ha gestionado el dominio de primer nivel, Anguila ingresará hasta 30 millones de dólares en concepto de tasas de registro de dominios en 2023.

### Seguridad alimentaria
La agricultura es un sector fundamental en la economía y los medios de subsistencia de muchos de los países del Caribe Oriental, aunque la región sigue dependiendo en gran medida de las importaciones de alimentos para satisfacer las necesidades locales, con un coste considerable. El sector se compone principalmente de pequeñas explotaciones de subsistencia de secano que cultivan múltiples productos, como ñames, batatas y diversas hortalizas, como pimientos. 
También hay algunas grandes explotaciones comerciales centradas en cultivos de exportación como plátanos y bananas, coco, cítricos, mango y aguacate. Las especialidades como la nuez moscada, la canela, el jengibre y el clavo son también importantes ingresos de exportación para algunas islas como Granada. Otros cultivos importantes son las frutas tropicales, el coco, el cacao, las hortalizas, las hierbas, los cultivos arbóreos y las flores cortadas.
Asimismo, la ganadería es una fuente básica de seguridad alimentaria para las poblaciones locales del Caribe. El ganado vacuno, porcino, avícola y caprino está muy extendido en la región, al igual que los productos lácteos. Este sector forma parte integrante de los medios de subsistencia rurales, ya que proporciona alimentos, materiales, ingresos y energía mecánica para tirar de los carros y arar los campos. La mayor parte de la producción ganadera sigue una dinámica similar a la de la agricultura, con pequeños productores de subsistencia y comerciales que abastecen principalmente a un mercado interno. Sin embargo, los recientes esfuerzos por diversificar la industria agrícola en respuesta al cambio climático y a los mercados mundiales han apoyado las exportaciones ganaderas.
La pesca se verá gravemente afectada por la variabilidad y el cambio climáticos, ya que estos cambios multiplican las amenazas que pesan sobre el sector, como la sobrepesca, la pérdida de hábitats, la contaminación, la decoloración de los corales y la proliferación de especies invasoras.

## Transporte
Los viajes a Anguila desde el Reino Unido, Irlanda y los países de Escandinavia pasan por Antigua y Barbuda, San Martín y Estados Unidos. La ruta más directa es Londres Gatwick (LGW) a Antigua (ANU) con Virgin Atlantic Airlines y British Airways a Antigua, con conexiones posteriores a Anguila con el servicio regular de Trans Anguilla Airways o vuelos chárter con compañías locales de Anguila. KLM y Air France operan vuelos desde Londres y aeropuertos regionales británicos vía Ámsterdam y París, con conexiones a San Martín. También hay vuelos a EE. UU. vía San Juan (Puerto Rico) o directos a San Martín.

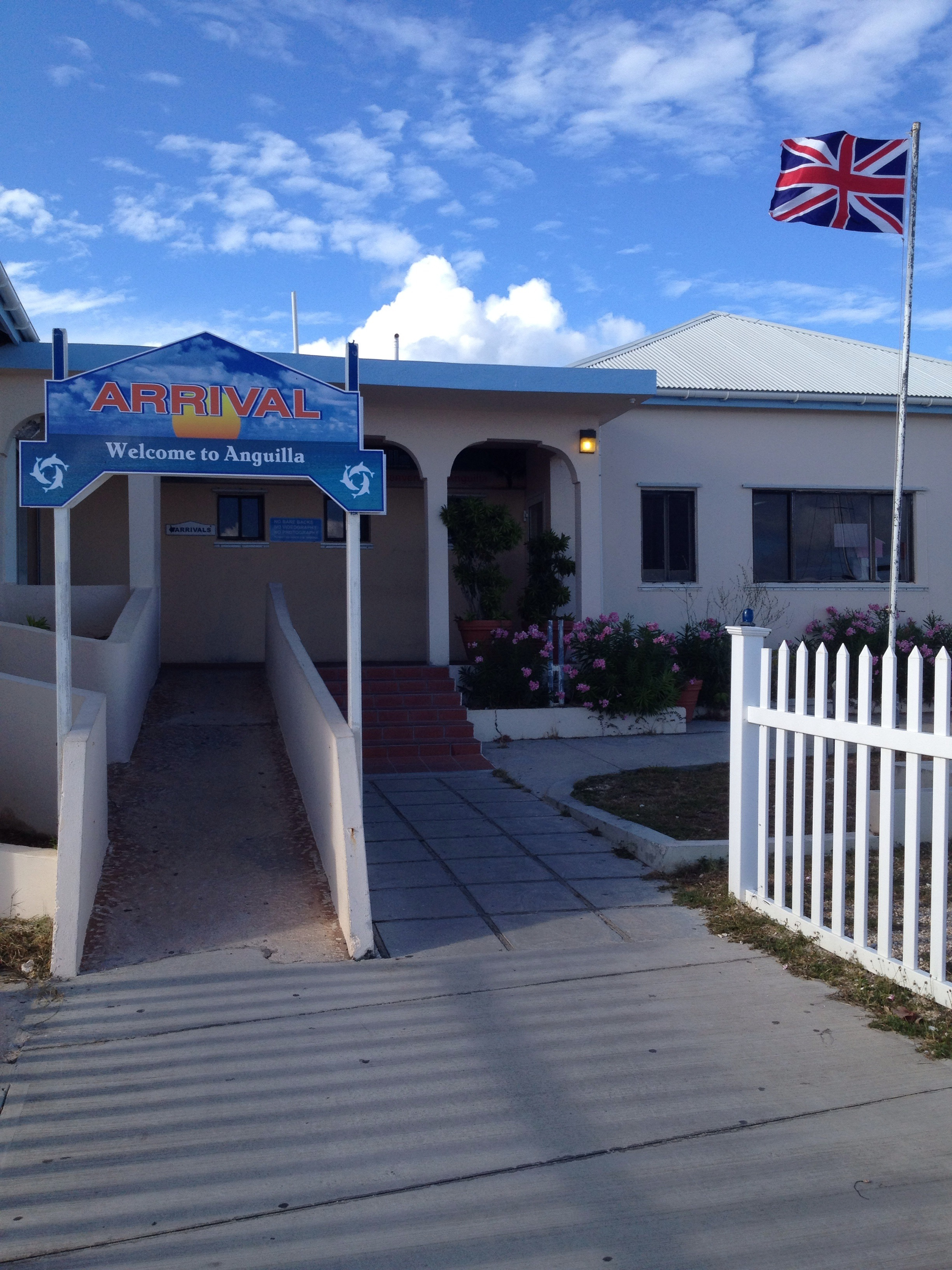
Terminal de ferries, Blowing Point.

Los visitantes pueden conectar a través de San Martín (SXM), San Cristóbal y Nieves (SKB) y Antigua y Barbuda (ANU) con el aeropuerto internacional Clayton J. Lloyd de Anguila (AXA). El transporte en ferry desde San Martín también es una opción cómoda y económica.
Se Puede optar por tomar el ferry público que sale durante todo el día de Anguila a la bahía de Marigot, en la parte francesa, o una de las varias compañías privadas de ferry que operan entre Anguila y la parte holandesa de San Martín.

### Aéreo
Anguila está servida por el Aeropuerto Internacional Clayton J. Lloyd (hasta el 4 de julio de 2010 conocido como aeropuerto Wallblake). La pista principal del aeropuerto es de 5462 pies (1664,8 m) de longitud y puede atender aviones medianos. Cuenta con vuelos que operan a diversos destinos caribeños a través de la operadora regional LIAT, aerolíneas chárter locales y otros. Aunque no hay vuelo directos a América o Europa continental, el aeropuerto puede gestionar reactores de cuerpo estrecho como el Boeing 727 y el Boeing 737.

### Carretera
Aparte de los taxis, no hay ningún transporte público en la isla. Los coches circulan por la izquierda.

### Embarcaciones
Hay ferries regulares desde Saint Martin/Sint Maarten a Anguila. Hay unos veinte minutos de travesía desde Marigot, St. Martin a Blowing Point, Anguila. Los ferries comienzan a dar servicio a las 7:00 a. m. Hay también un servicio chárter, desde Blowing Point, Anguila al aeropuerto Princesa Juliana para permitir traslados más fáciles. Este medio de viaje es el método más común de transporte entre Anguila y St. Martin o St. Maarten.

## Demografía

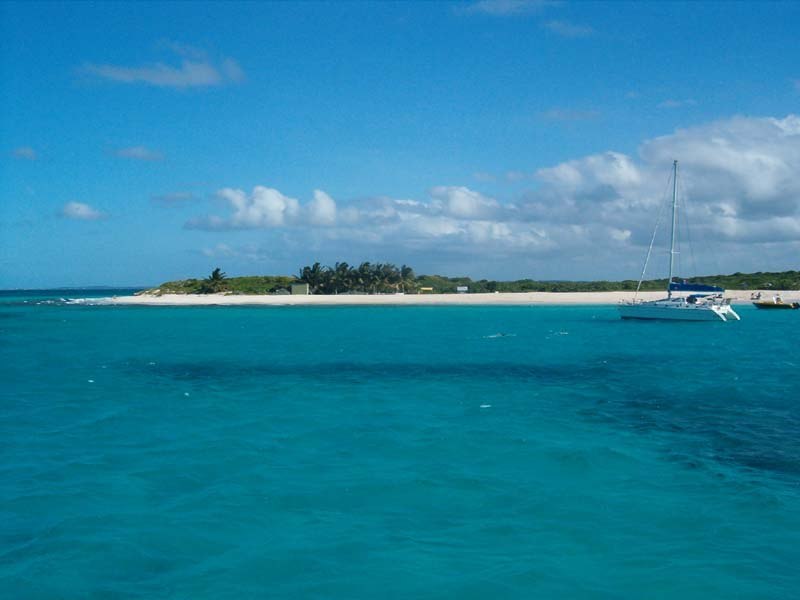
Cayos de Prickly Pear.

Según estimaciones hechas por la CIA, para 2012 Anguilla contaba con una población de aproximadamente 15 423 habitantes. Toda la población del archipiélago se concentra en la isla principal de Anguila. El idioma oficial de Anguila es el inglés. Según un informe etnográfico estimativo de 2011 la población afrocaribeña representa el 85,3 % del total de habitantes. Un 4,9 % son hispanos (sin más especificación) y complementan la descripción grupos minoritarios de poblaciones nativas.

### Religión
La mayoría de la población es cristiana siendo los grupos protestantes los más importantes (con mayorías anglicana y metodista y minorías adventista y bautista). También hay católicos (atendidos por la diócesis de Saint John's-Basseterre, con sede en Saint John en Antigua y Barbuda 3,2 % en 1992 y 6,8 % en 2011) y una minoría rastafari.

La Iglesia Católica de San Gerardo en The Valley (St. Gerard Church)

Las iglesias cristianas no tuvieron una presencia consistente o fuerte durante el período inicial de la colonización inglesa; las prácticas espirituales y religiosas de los europeos y africanos tendían a reflejar sus orígenes regionales. Ya en 1813, los ministros cristianos ministraban formalmente a los africanos esclavizados y promovían la alfabetización entre los conversos. La Sociedad Misionera Wesleyana (Metodista) de Inglaterra construyó iglesias y escuelas a partir de 1817.
| Religión             | 1992 | 2001 |
| -------------------- | ---- | ---- |
| Anglicana            | 40,4 | 29,0 |
| Metodismo            | 33,2 | 23,9 |
| Iglesia Adventista   | 7,0  | 7,6  |
| Bautista             | 4,7  | 7,3  |
| Catolicismo          | 3,2  | 5,7  |
| Episcopal            | -    | 7,6  |
| Pentecostalismo      | -    | 7,7  |
| Testigos de Jehová   | -    | 0,7  |
| Rastafari            | -    | 0,7  |
| Evangélica           | -    | 0,5  |
| Hermanos de Plymouth | -    | 0,3  |
| Islam                | -    | 0,3  |
| Presbiterianismo     | -    | 0,2  |
| Hinduismo            | -    | 0,4  |
| Judaísmo             | -    | 0,1  |
| Ninguna              | -    | 4,0  |
| Otras                | 10,7 | 3,5  |
| No declarada         | 0,7  | 0,3  |

### Lenguas
Hoy en día, la mayoría de la gente de Anguila habla una variedad de inglés estándar de influencia británica. En la isla también se hablan otros idiomas, como variedades del español, el chino y los idiomas de otras comunidades de inmigrantes. Sin embargo, el idioma más común, aparte del inglés estándar, es el criollo de la isla, que se refleja en el inglés (no debe confundirse con el criollo antillano ("criollo francés"), que se habla en islas francesas como Martinica y Guadalupe). Se le denomina localmente con términos como "dialecto" (se pronuncia "dialek"), "Anguilla Talk" o "Anguillian". Tiene sus raíces principales en las primeras variedades del inglés y en los idiomas de África occidental, y es similar a los dialectos que se hablan en las islas anglófonas de todo el Caribe oriental en cuanto a sus características estructurales.
Los lingüistas que se interesan por los orígenes del anguilense y otros criollos del Caribe señalan que algunos de sus rasgos gramaticales pueden remontarse a las lenguas africanas, mientras que otros pueden remontarse a las lenguas europeas. Se han identificado tres zonas significativas para la identificación de los orígenes lingüísticos de los migrantes forzosos que llegaron antes de 1710: la Costa de Oro, la Costa de Esclavos y la Costa de Barlovento.
La información sociohistórica de los archivos de Anguila sugiere que los africanos y los europeos formaron dos comunidades lingüísticas distintas, pero tal vez superpuestas, en las primeras fases de la colonización de la isla. Se cree que el "anguilano" surgió como el idioma de las masas a medida que pasaba el tiempo, se abolió la esclavitud y la población local empezó a considerarse "perteneciente" a la sociedad de Anguila.

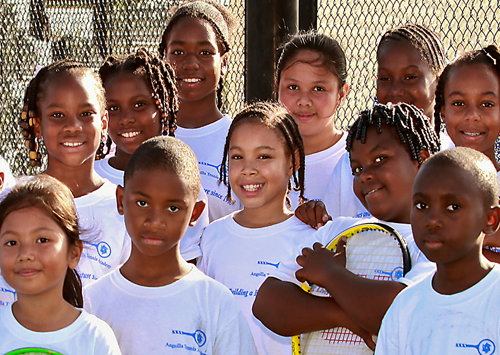
Niños en la Academia de Tenis de Anguila

### Educación
La educación en Anguila es obligatoria entre los 5 y los 17 años. En 1998, la tasa bruta de matriculación en primaria era del 100,7 %, y la tasa neta de matriculación en primaria era del 98,9 %. El gobierno ha colaborado con la UNESCO para desarrollar un plan de Educación para Todos que pretende aumentar los niveles de rendimiento educativo, mejorar el acceso a servicios de educación especial de calidad y proporcionar formación de recursos humanos para profesores y gestores educativos.
Hay una única biblioteca, el Complejo Educativo y Bibliotecario Edison L. Hughes de la Biblioteca Pública de Anguila.
Las iglesias de la zona gestionan los centros de educación preescolar. Hay seis escuelas primarias estatales, una escuela secundaria estatal y dos escuelas privada.
- Escuela Primaria Alwyn Allison, West End
- Escuela Primaria Adrian T. Hazell, South Hill
- Escuela Primaria Orealia Kelly, Stoney Ground
- Escuela Primaria Valley, The Valley
- Escuela Primaria Morris Vanterpool, East End
- Escuela primaria Vivian Vanterpool, Island Harbour

En 2017, las escuelas primarias gubernamentales contaban con unos 1.460 alumnos en total.
La escuela secundaria gubernamental es Albena Lake Hodge Comprehensive School en The Valley.
Escuelas privadas:
- Central Christian School, The Valley: Utiliza el plan de estudios Abeka y tiene niveles de preescolar y primaria.[81]

- Omololu International School, The Valley:[82] Fue el primer colegio privado de Anguila, y abrió sus puertas en 1994 como Instituto Teacher Gloria Omololu. Adoptó su nombre actual el 1 de abril de 2013. Utiliza el plan de estudios del Bachillerato Internacional (IB). El nombre "Omululu" significa "Hijo de Dios" en lengua yoruba.[83]

El Campus Abierto de la Universidad de las Indias Occidentales tiene una sede en Anguila. También tiene campus en Barbados, Trinidad y Jamaica. El Gobierno de Anguila contribuye económicamente a la UWI.
En 2011 se creó en Anguila una sucursal de la Saint James School of Medicine, una facultad de medicina privada con ánimo de lucro con sede en Park Ridge (Illinois).

### Sanidad
La atención sanitaria es responsabilidad del Ministerio de Sanidad y Desarrollo Social de Anguila. Anguila tiene una policlínica, cuatro centros de salud y un hospital público, el Princess Alexandra, que es el único centro de internamiento (OPS, 2017). Alexandra, que es el único centro de admisión (OPS, 2017). 
También hay cuatro centros de salud privados que prestan una serie de servicios no urgentes. Los anguilanos deben viajar al extranjero para acceder a servicios de atención terciaria, ya que estos no están disponibles en el territorio. En muchos casos, el gobierno sufraga estos gastos a través del Programa de Tratamiento Médico en el Extranjero del Ministerio de Desarrollo Social que se ha convertido en una carga financiera insostenible para Anguila.
En 2015, se gastó casi un millón de dólares estadounidenses en el tratamiento médico en el extranjero de 49 personas, el 25 % de los cuales fueron hospitalizadas, 25 % de las cuales eran casos de traumatismos (OPS, 2017).El laboratorio nacional de salud pública, ubicado en el hospital, también es operado por la autoridad sanitaria local. Los servicios de laboratorio dependen en gran medida del laboratorio subregional de la Agencia de Salud Pública del Caribe (CARPHA) en Trinidad y Tobago.
Las condiciones meteorológicas extremas, junto con el aumento de las temperaturas y los cambios en las precipitaciones, afectan a la población de la región de forma directa e indirecta. 
El estrés térmico, por ejemplo, induce la deshidratación y se ha relacionado con enfermedad renal crónica en trabajadores agrícolas y de la construcción, y puede aumentar el riesgo de enfermedades respiratorias y cardiovasculares. Las tormentas y los huracanes pueden causar la muerte y provocar inundaciones con otros efectos significativos en la producción de cultivos, la calidad del agua y las enfermedades transmitidas por el agua. Además, el aumento de la morbilidad y la mortalidad de las enfermedades transmitidas por el agua, así como los efectos sobre la salud mental de los fenómenos extremos, junto con las repercusiones sobre las afecciones cardiovasculares y respiratorias, están todos sujetos al estrés climático. 
Además, el envejecimiento de la población de la región la hace vulnerable al aumento del estrés térmico. Entre los brotes de enfermedades estrechamente asociados a las condiciones climáticas del Caribe Oriental figuran las transmitidas por ciertas especies de mosquitos. La temperatura es un determinante importante de la tasa de picaduras y del desarrollo de los mosquitos. Las precipitaciones proporcionan hábitats para las fases acuáticas del ciclo vital del mosquito e influyen mucho en la distribución de los vectores. Los cambios climáticos ya están alterando la dinámica espacial y temporal de la ecología del dengue, aumentando potencialmente el área de distribución de los vectores, alargando la duración de su actividad e incrementando el periodo infeccioso del mosquito. Otros problemas de salud pública relacionados con el clima son sargazo y el polvo del Sáhara, que pueden tener consecuencias considerables para la salud humana.

## Cultura
La cultura de Anguila es un reflejo de la mezcla entre las tradiciones y costumbres de los amerindios y los colonizadores británicos. En 1993, el gobierno fundó la Anguilla National Trust, una institución encargada de mantener, proteger y divulgar la herencia del archipiélago, tanto natural, histórica, arqueológica y cultural.

### Fiestas
| Fecha                 | Nombre en español      | Nombre local        |
| --------------------- | ---------------------- | ------------------- |
| 1 de enero            | Año Nuevo              | New Year’s Day      |
| Viernes*              | Viernes Santo          | Good Friday         |
| Lunes*                | Lunes de Pascua        | Easter Monday       |
| 1 de mayo             | Día del Trabajo        | Labour Day          |
| Jueves*               | Ascensión              | Ascension           |
| Lunes*                | Lunes de Pentecostés   | Whit Monday         |
| 30 de mayo            | Día de Anguila         | Anguilla Day        |
| 2.º sábado de junio   | Cumpleaños del rey     | King's Birthday     |
| 1 de agosto           | Feriado de Verano      | Summer Bank Holiday |
| 1.er jueves de agosto | Jueves de Agosto       | August Thursday     |
| 5 de agosto           | Día de la Constitución | Constitution Day    |
| 19 de diciembre       | Día de la Separación   | Separation Day      |
| 26 de diciembre       | Día de San Esteban     | Boxing Day          |
| 27 de diciembre       | Día de San Esteban     | Boxing Day          |
| (*) Movible           |                        |                     |

### Gastronomía
La gastronomía de Anguila se ve influenciada por la de los nativos caribeños, españoles, franceses e ingleses. Los mariscos son abundantes, principalmente langostas, camarones, cangrejos, caracoles, entre otros. La sal es un alimento básico en Anguila, consumido solo o en guisos, estofados o sopas. La ganadería es limitada debido al pequeño tamaño de la isla, la gente utiliza aves de corral, cerdos, cabras y ovejas, junto a la carne importada. La carne de cabra es la más consumida, siendo utilizada en varios platos. Los alimentos son el arroz, ñame, batata y pan.

### Música
La música de Anguila forma parte del área musical de las Antillas Menores. Los primeros pobladores de la isla fueron los caribes y los arawaks, llegados de Sudamérica. Posteriormente, colonos ingleses procedentes de San Cristóbal e irlandeses colonizaron la isla. Sin embargo, a diferencia de sus vecinos regionales, en Anguila nunca arraigó el sistema de plantación agrícola basado en la esclavitud, lo que dio lugar a una composición cultural claramente independiente. Las influencias más recientes en la vida musical de Anguila proceden de otros lugares del Caribe, sobre todo de la música de Trinidad y Tobago y Jamaica, así como del extranjero, especialmente de la música de Estados Unidos y el Reino Unido. La herencia rastafari de Anguila ha desempeñado un papel importante en la música y la cultura de la isla y ha producido figuras influyentes como el activista Ijahnya Christian y Robert Athlyi Rogers, autor de The Holy Piby.
La isla ha producido numerosos músicos de reggae, calypso, soca y country. De ellos, este último es especialmente característico, ya que el género country no forma parte de la música popular del Caribe. Island Harbour, en Anguila, un pueblo de colonización irlandesa situado al este de la isla, es un importante centro de música country local. La soca es una influencia musical reciente y suele ir acompañada de bailes frenéticos y sexualizados llamados wukin up.
Entre los músicos notables de Anguila se encuentra Bankie Banx, que ha publicado más de diez álbumes y ha tocado con músicos como Bob Dylan, Jimmy Cliff y Jimmy Buffett[cita requerida]. También abrió un bar musical llamado Dune Preserve, construido para salvar la duna de Rendezvous Bay; en el Dune Preserve se celebra el Festival Anual de Música Moonsplash[4]Otros músicos notables son el grupo de soca Xtreme Band, que alcanzó fama regional tras su éxito en el Carnaval de 2001.
Entre las instituciones musicales de Anguila destacan el Club Soroptimista y el festival anual Tranquility Jazz Festival, aunque la celebración musical más famosa de la isla es el Carnaval, que se celebra a principios de agosto (el primer viernes después del primer lunes); incluye competiciones de calypso, j'ouvert, bailes callejeros, regatas, desfiles de disfraces y zancudos, y barbacoas junto a la playa. Los anguilanos también celebran el aniversario de la emancipación en agosto, y fiestas británicas como el cumpleaños del Rey. En 2005, Anguila acogió por primera vez un festival de música country, promovido por la estrella estadounidense Billy Ray Cyrus. Otros músicos populares de Anguila son Evan Webster, que es el intérprete reciente más famoso surgido del patrimonio de música country de la isla.
En 2015, la comunidad musical de la isla hizo historia al ser seleccionada por el magnate y productor musical Kedar Massenburg para grabar una colección recopilatoria titulada Sounds of Anguilla (Volume 1). La producción fue el primer álbum en el que participaron artistas de una sola isla caribeña representando una multitud de géneros: pop, reggae, hip-hop, soca y R&B. Entre los productores ejecutivos figuran Massenburg, el ex Secretario Parlamentario responsable de Turismo Haydn Hughes, y Marvet Britto, presidenta y directora general de la Agencia Britto, que concibió la idea del proyecto.
El álbum salió a la venta el 30 de junio en iTunes y contó con la siguiente nómina de músicos: Natalie, Amalia Watty, Raskim, Darius James de True Intentions, Jaine Rogers, Gershwin Lake y Parables, Bankie Banx, Raoul "Nyne" Vanterpool, Catriona Lake, Exodus HD, Pantha Vibes International, British Dependency, Deanna Mussington, Roxanne "Roxxy" Webster, Shara y Keria Hughes. Los beneficios de la venta del recopilatorio se destinarán a la floreciente comunidad musical de la isla y a apoyar sus esfuerzos por grabar, hacer giras y presentar la música de la isla al mundo.
Anguila también cuenta con una vibrante escena de entretenimiento en directo que abarca la mayoría, si no todos, de los géneros descritos anteriormente en locales que incluyen restaurantes, hoteles y chiringuitos.

### Literatura
La mayor parte de la Literatura de Anguila se escribe en el idioma inglés con algunas publicaciones en la lengua criolla local. Destacan autores como Patricia J. Adams, Robert Athlyi Rogers y Ijahnya Christian. Adams empezó a escribir en la época de su graduación, pero encontró muy poco apoyo para los escritores anguileños. Escribió un poema sobre lo que los anguileños denominan la Revolución de Anguila, en el que hablaba de cómo Landsome, una zona que había sido para los miembros de élite de la sociedad anguileña, se convirtió en el hogar de los soldados del ejército. En 1969 empezó a trabajar en la capital, The Valley, en la primera emisora de radio pública de la isla, Radio Anguilla 95.5 FM. Fue una de las locutoras pioneras que transformaron la emisora en un medio de comunicación comunitario que llevaba información y educación a los oyentes. En 1972, Christian se casó con Calvin B. Adams y la pareja tuvo cinco hijos. Dejó la emisora en 1973 y volvió a trabajar como empleada de banca y telefonista en 1977. En 1981, Adams volvió a la radiodifusión, anunciando para el Caribbean Beacon.
En 1987, Adams empezó a trabajar como profesora de primaria, lo que le permitió desarrollarse como escritora. Durante su carrera docente, escribió cuentos infantiles, obras de teatro, poesía y canciones, dos de las cuales, "Oh Anguilla" y "This Is Anguilla", obtuvieron una amplia difusión, incluso por encima del himno nacional. En 1989, se trasladó a San Cristóbal para obtener el título de maestra y completó sus estudios en el St. Kitts-Nevis Teacher Training College en 1991. En 1994, durante la visita real de la reina Isabel II, sus dos canciones fueron interpretadas para la reina por un coro infantil.
Adams publicó su primer poemario, Windows to Yesteryear, en 1998, y su segundo, A Gift of Fire: Cultural Writings to Enlighten and Amuse, se publicó en 2003. En 2004, con motivo del 35 aniversario de la invasión británica, estrenó su obra teatral "The Anguilla Revolution". A Jewel Made of Sand se publicó en 2006. Sus obras, que incluyen textos en inglés y en criollo anguilano, han contribuido a mejorar la percepción del criollo local en la isla, que en el pasado se consideraba más negativo y rara vez se utilizaba en la escritura. Adams recibió la influencia de Louise Bennett, poeta jamaicana, y se inspiró no sólo para escribir sus propias obras, sino también para enseñar la lengua criolla de Anguila, además del inglés estándar, y animar a sus alumnos a sentirse orgullosos de su primera lengua. Se retiró de la enseñanza en 2005.
Desde 2008, el Departamento de Educación concede el Premio Literario Patricia J. Adams a los alumnos de 3.er, 5.º y 6.º de primaria que destacan en la composición de textos. En 2012, cuando Anguila celebró su primer festival literario, Adams y su hijo Dwayne Adams fueron los presentadores principales. Ese mismo año recibió una insignia de honor y el Certificado de la Reina en el Premio del Día de Anguila por su contribución al desarrollo social de la isla. En 2015, una antología, Where I See the Sun-Contemporary Poetry in Anguilla, editada por Lasana M. Sekou, incluyó selecciones de Adams, entre otros poetas de la isla. Adams publicó su primera novela, también en lengua criolla de Anguila, en 2016. El libro, titulado "Blue Beans", trata de las relaciones entre padres e hijos y transcurre en la década anterior a la Revolución de Anguila. Tras su publicación, el Ministerio de Juventud y Cultura organizó una reunión de celebración en la que Adams fue elogiada por su obra literaria, que ha contribuido a documentar y preservar muchas de las tradiciones culturales de Anguila. A "Blue Beans" le siguió una secuela titulada "Yellow Dad".
Escrito entre 1913 y 1917, y publicado en 1924 en Nueva Jersey, el Holy Piby era una respuesta a la Santa Biblia cristiana, que el autor describía como de "origen blanco". Para Rogers, la Tierra Prometida para los africanos era Etiopía. Considerada por algunos "la Biblia del negro", el Holy Piby fue el primer libro publicado por un escritor anguilense en el siglo XX.
Aunque el Holy Piby es generalmente reconocido como uno de los textos fundacionales más importantes de la teología rastafari, se necesita una fuente mejor] no es estrictamente hablando un documento rastafari. Rogers lo escribió para el uso de una religión afrocéntrica que había fundado, conocida como Afro-Athlican Constructive Gaathly. Durante esa época, el pastor Rogers viajó a numerosas ciudades de Estados Unidos, el Caribe y Sudamérica predicando lo que él llamaba la "ley de la redención y la liberación etíopes". En la ciudad de Kimberley, Sudáfrica, estableció una de sus organizaciones religiosas, conocida como "Afro-Athlican Constructive Gaathly". Sin embargo, el gobierno sudafricano atacó el asentamiento de Rogers en la región. En algunas partes de Jamaica también se interrumpió la publicación del Holy Piby. Charles Goodridge, uno de los líderes de la UNIA en la isla, que entonces era colonia británica, fue encarcelado por difundir las doctrinas del texto religioso escrito por Rogers. La fe "athlicana" de Rogers atrajo a unos pocos seguidores, la mayoría en las Antillas, pero nunca alcanzó la prominencia que él había previsto.

## Deporte

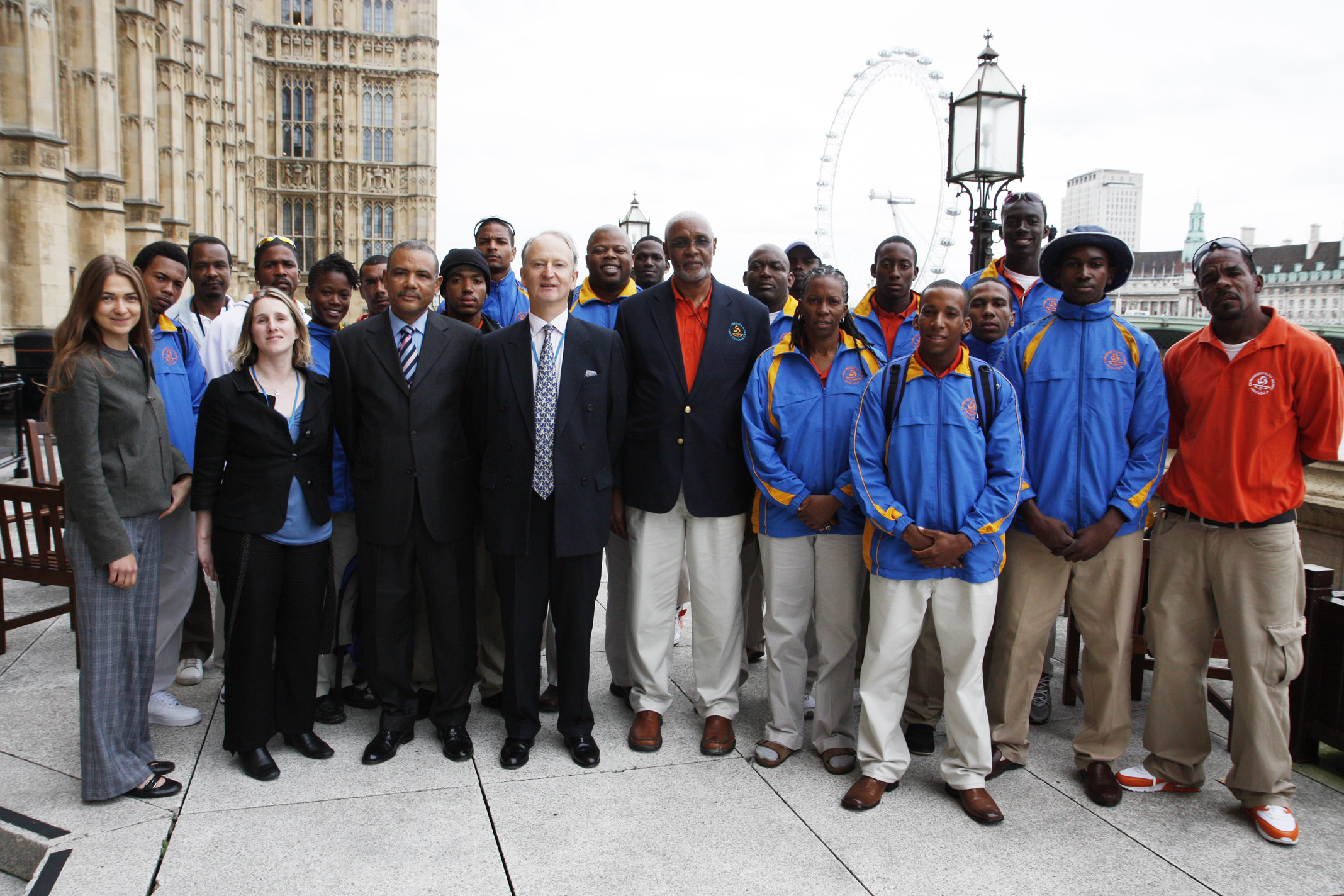
Delegación de Anguila en los Juegos de la Commonwealth en 2010

Uno de los principales deportes en Anguila son las regatas, en especial las de vela. Como en muchas antiguas colonias británicas el cricket es un deporte muy practicado, también se practica el rugby (representado en Anguila por Anguilla Eels RFC) y el fútbol entre otros deportes.

### Fútbol
La selección nacional de Fútbol es considerada una de las más modestas de la Concacaf y del mundo, ya que no ha ganado más de 5 partidos en toda su historia. A nivel clubes, su liga nacional fue fundada en 1997 y el equipo más ganador es el Roaring Lions FC, con 9 títulos. Nunca un equipo de Anguila ha representado a la dependencia en torneos internacionales, como el Campeonato de Clubes de la CFU.
El fútbol de la isla de Anguila está dirigido por la Asociación de Fútbol de Anguila desde su fundación en 1990. La asociación administra las selecciones nacionales de fútbol de Anguila (masculina y femenina), así como las ligas (masculina y femenina).
La asociación de fútbol se fundó en 1990, pero los primeros días del fútbol llegaron con los soldados británicos en 1969. El fútbol se vio limitado en su escala por la falta de estructura organizativa durante ese periodo, pero siguió siendo un deporte popular en la isla. En 1996, el país sería admitido en la FIFA y en la CONCACAF, lo que abrió nuevas oportunidades a los futbolistas de la isla. Existen pruebas de la existencia de una liga masculina ya en 1997, aunque, dado que la selección nacional disputó la fase de clasificación para la Copa del Caribe de 1990, parece probable que ya existiera una liga informal antes de esa fecha. Las selecciones nacionales juveniles han jugado a todos los niveles.

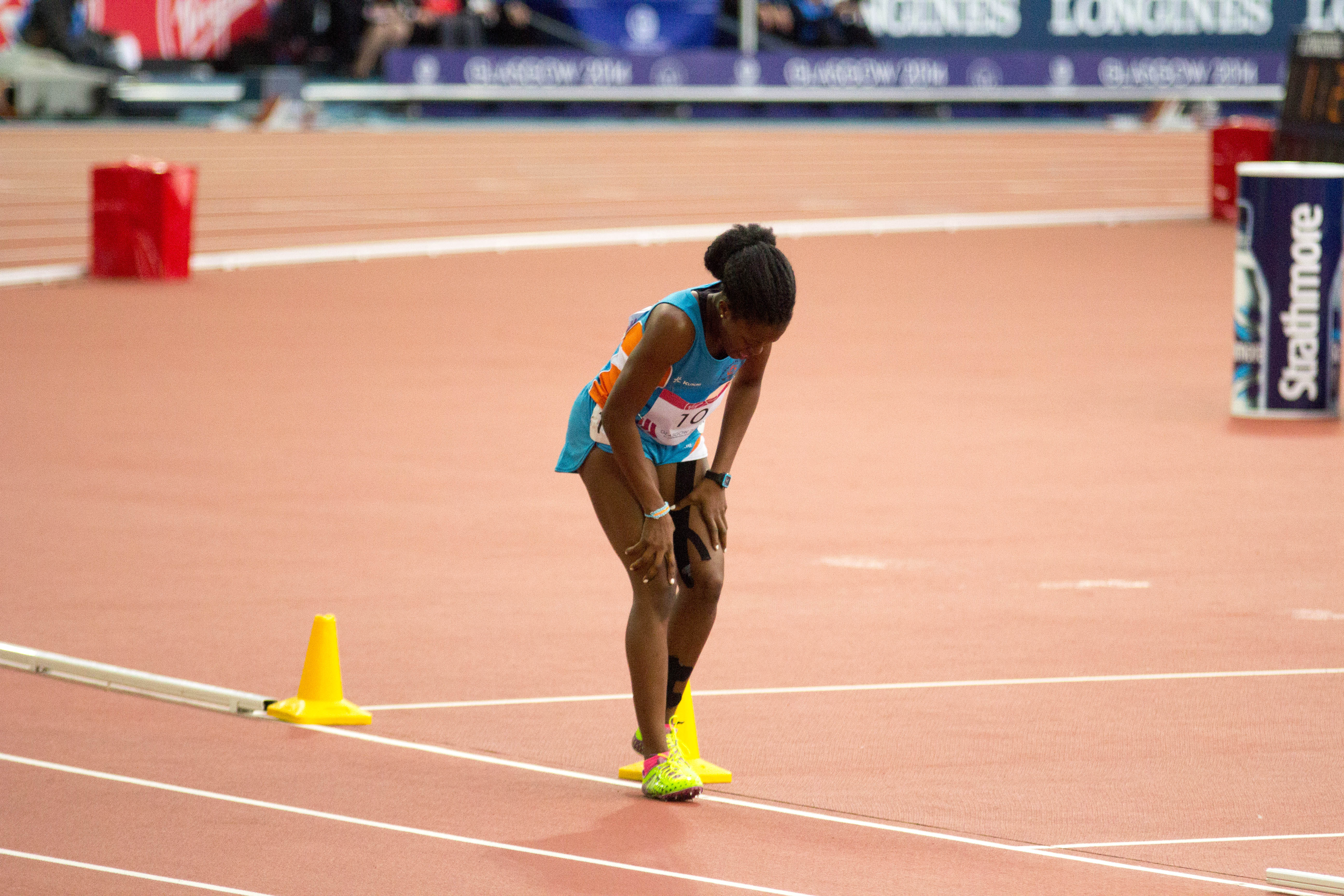
Dee-Ann Kentish-Rogers atleta y Política de Anguila en los Juegos de la Mancomunidad en 2014

Mientras que el fútbol masculino había sido en gran medida el centro de atención, el fútbol femenino empezó a desarrollarse a principios de la década de 2000, con la llegada de las primeras jugadoras inscritas en 2003, y su expansión hasta una liga de 5 equipos en 2006. La selección nacional femenina y la liga nacional se formaron en ese periodo, con partidos internacionales no oficiales y los primeros días de la liga en 2003. En 2004 llegaría una liga de tamaño completo y partidos internacionales plenamente reconocidos. A lo largo de este periodo también se celebraron partidos nacionales juveniles. Aparte de una interrupción de los partidos internacionales debido al virus chikunguña, ambos continúan disputándose en la actualidad.
En 2012, Raymond Guishard, presidente de la Asociación de Fútbol de Anguila, fue suspendido por la FIFA de toda actividad relacionada con el fútbol durante 45 días. Esto se debió a su implicación en el escándalo de corrupción de la Unión Caribeña de Fútbol el año anterior. Al mismo tiempo, existían disputas entre la AFA y varios clubes en torno a los programas de desarrollo juvenil y el reclutamiento de jugadores en el extranjero. Por ello, Guishard no explicó su suspensión a la AFA, ni los clubes dispusieron de información sobre los informes financieros de la AFA de los últimos años. Sin que ellos lo supieran, la AFA había recibido más de 3,5 millones de dólares estadounidenses en fondos de la FIFA entre 2000 y 2010 y, sin embargo, sólo consiguió jugar 17 partidos internacionales, lo que la convierte en una de las selecciones más inactivas del mundo.
En 2015, Anguila finalmente jugó su primer partido internacional completo en la isla, a pesar de que se había construido un estadio de 700.000 dólares más de cinco años antes con dinero de subvenciones internacionales.

### Rugby
El rugby union en Anguila es un deporte menor en crecimiento. No está clasificado por la World Rugby (el organismo rector del Rugby a nivel mundial), ya que no está afiliado por derecho propio.
El órgano rector no está afiliado a la NAWIRA ni a la IRB (International Rugby Board), aunque ha habido vínculos con la Unión Inglesa de Rugby.
El rugby fue introducido en Anguila por los británicos que colonizaron la zona.
Como muchas islas pequeñas del Caribe, Anguila tiene una baja población. El principal deporte es el críquet, y la población nacional es de 13.477 habitantes.
El principal equipo es el Anguilla Eels RFC, que se formó en abril de 2006. Los Eels han sido finalistas en el torneo de San Martín en noviembre de 2006 y semifinalistas en 2007.

### Críquet
El equipo nacional de críquet de Anguila es el equipo de críquet representativo de ese territorio británico de ultramar.
El equipo participa en competiciones interregionales de críquet en el Caribe, pero sólo ha participado en el críquet absoluto en dos ocasiones, en los dos torneos Stanford 20/20. A efectos del críquet nacional de primera clase y de la Lista A, Anguila forma parte del equipo de críquet de las Islas de Sotavento. El primer anguilano que jugó críquet de prueba para las Indias Occidentales fue Omari Banks en 2003.
Anguila juega críquet representativo desde finales de la década de 1970.Los primeros partidos se disputaron en el marco del Heineken Challenge Trophy (Torneo de las Islas de Sotavento patrocinado), de tres días de duración (pero no de primera clase), aunque al principio el equipo no participaba plenamente y sólo jugó dos partidos al año en los torneos de 1977, 1978 y 1979. El equipo sufrió una racha de duras derrotas en sus primeros años; la primera victoria de Anguila en la competición se produjo contra Montserrat en el torneo de 1980.
El equipo de críquet de las Islas de Sotavento es un equipo de críquet de primera clase que representa a los países miembros de la Asociación de Críquet de las Islas de Sotavento, asociada a la Junta de Críquet de las Indias Occidentales. Antigua y Barbuda, San Cristóbal y Nieves, Anguila, Montserrat, Islas Vírgenes Británicas, Islas Vírgenes Estadounidenses y San Martín (Países Bajos). son miembros de la Leeward Islands Cricket Association. El equipo no participa en ninguna competición internacional (aunque Antigua y Barbuda participó en los Juegos de la Commonwealth de 1998), sino en competiciones interregionales en el Caribe, como la Regional Four Day Competition y la Regional Super50. El equipo compite en el críquet regional bajo el nombre de franquicia Leeward Islands Hurricanes.
Las Islas de Sotavento han ganado un total de diez títulos nacionales: cuatro en críquet de primera clase y seis en críquet de un día, pero su último título fue en 1997-98, cuando ganaron el doblete (aunque el título de primera clase lo compartieron con Guyana).